# Deeside Line
| Das Empfangsgebäude des Endbahnhofs Ballater |                          |                                             |                                             |
| Streckenlänge: | 70 km                    |                                             |                                             |
| Spurweite: | 1435 mm (Normalspur)     |                                             |                                             |
| Zweigleisigkeit: | Aberdeen–Park (bis 1951) |                                             |                                             |
| |                          |                                             |                                             |
| \| \| \| von/nach Inverness \| \| \| \| 0,0 \| Aberdeen (bis 1952 Aberdeen Joint) \| Aberdeen (bis 1952 Aberdeen Joint) \| \| \| 0,625 mi (1 km) \| Ferryhill Junction \| Ferryhill Junction \| \| \| \| von/nach Dundee \| \| \| \| 1,375 mi (2,2 km) \| Holburn Street 1894–1937 \| Holburn Street 1894–1937 \| \| \| 1,75 mi (2,8 km) \| Ruthrieston 1854–1937 \| Ruthrieston 1854–1937 \| \| \| 3 mi (4,8 km) \| Pitfodels 1894–1937 \| Pitfodels 1894–1937 \| \| \| 3,625 mi (5,8 km) \| Cults 1853–1966 \| Cults 1853–1966 \| \| \| 4,25 mi (6,8 km) \| West Cults 1894–1937 \| West Cults 1894–1937 \| \| \| 4,75 mi (7,6 km) \| Bieldside 1897–1937 \| Bieldside 1897–1937 \| \| \| 5,375 mi (8,7 km) \| Murtle 1853–1937 \| Murtle 1853–1937 \| \| \| 6,25 mi (10,1 km) \| Milltimber 1854–1937 \| Milltimber 1854–1937 \| \| \| 7,625 mi (12,3 km) \| Culter 1853–1966 \| Culter 1853–1966 \| \| \| 9,75 mi (15,7 km) \| Drum 1854–1951 \| Drum 1854–1951 \| \| \| 10,75 mi (17,3 km) \| Park 1853–1966 \| Park 1853–1966 \| \| \| 12,875 mi (20,7 km) \| Mills of Drum 1853–1863 \| Mills of Drum 1853–1863 \| \| \| 14,25 mi (22,9 km) \| Crathes 1853–1966 (bis 1863 Crathes Castle) \| Crathes 1853–1966 (bis 1863 Crathes Castle) \| \| \| \| Milton of Crathes Railway Bridge \| \| \| \| 14,75 mi (23,7 km) \| Milton of Crathes seit 2003 \| Milton of Crathes seit 2003 \| \| \| \| Royal Deeside Railway (Museumsbahn) \| \| \| \| \| Riverside Halt seit 2003 \| \| \| \| 16,75 mi (27 km) \| Banchory 1853–1966 \| Banchory 1853–1966 \| \| \| 17,5 mi (28,2 km) \| Dee Street 1961–1966 \| Dee Street 1961–1966 \| \| \| 21,375 mi (34,4 km) \| Glassel 1859–1966 \| Glassel 1859–1966 \| \| \| \| Craigmyle House ?–1887 \| \| \| \| 23,75 mi (38,2 km) \| Torphins 1859–1966 \| Torphins 1859–1966 \| \| \| \| Beltie Burn Viaduct \| \| \| \| 26,875 mi (43,3 km) \| Lumphanan 1859–1966 \| Lumphanan 1859–1966 \| \| \| 29,5 mi (47,5 km) \| Dess 1859–1966 \| Dess 1859–1966 \| \| \| 31,25 mi (50,3 km) \| Aboyne Loch 1888–1939 \| Aboyne Loch 1888–1939 \| \| \| 32,25 mi (51,9 km) \| Aboyne 1859–1966 \| Aboyne 1859–1966 \| \| \| \| Aboyne Tunnel \| \| \| \| 36,75 mi (59,1 km) \| Dinnet 1866–1966 \| Dinnet 1866–1966 \| \| \| 39,375 mi (63,4 km) \| Cambus O’May 1875–1966 \| Cambus O’May 1875–1966 \| \| \| 43,25 mi (69,6 km) \| Ballater 1866–1966 \| Ballater 1866–1966 \| |                          |                                             |                                             |
| Strecke |                          | von/nach Inverness                          | von/nach Inverness                          |
| Bahnhof | 0,0                      | Aberdeen (bis 1952 Aberdeen Joint)          | Aberdeen (bis 1952 Aberdeen Joint)          |
| ehemalige Blockstelle | 0,625 mi (1 km)          | Ferryhill Junction                          | Ferryhill Junction                          |
| Abzweig ehemals geradeaus und nach links |                          | von/nach Dundee                             | von/nach Dundee                             |
| Haltepunkt / Haltestelle (Strecke außer Betrieb) | 1,375 mi (2,2 km)        | Holburn Street 1894–1937                    | Holburn Street 1894–1937                    |
| Haltepunkt / Haltestelle (Strecke außer Betrieb) | 1,75 mi (2,8 km)         | Ruthrieston 1854–1937                       | Ruthrieston 1854–1937                       |
| Haltepunkt / Haltestelle (Strecke außer Betrieb) | 3 mi (4,8 km)            | Pitfodels 1894–1937                         | Pitfodels 1894–1937                         |
| Bahnhof (Strecke außer Betrieb) | 3,625 mi (5,8 km)        | Cults 1853–1966                             | Cults 1853–1966                             |
| Haltepunkt / Haltestelle (Strecke außer Betrieb) | 4,25 mi (6,8 km)         | West Cults 1894–1937                        | West Cults 1894–1937                        |
| Haltepunkt / Haltestelle (Strecke außer Betrieb) | 4,75 mi (7,6 km)         | Bieldside 1897–1937                         | Bieldside 1897–1937                         |
| Bahnhof (Strecke außer Betrieb) | 5,375 mi (8,7 km)        | Murtle 1853–1937                            | Murtle 1853–1937                            |
| Bahnhof (Strecke außer Betrieb) | 6,25 mi (10,1 km)        | Milltimber 1854–1937                        | Milltimber 1854–1937                        |
| Bahnhof (Strecke außer Betrieb) | 7,625 mi (12,3 km)       | Culter 1853–1966                            | Culter 1853–1966                            |
| Bahnhof (Strecke außer Betrieb) | 9,75 mi (15,7 km)        | Drum 1854–1951                              | Drum 1854–1951                              |
| Bahnhof (Strecke außer Betrieb) | 10,75 mi (17,3 km)       | Park 1853–1966                              | Park 1853–1966                              |
| Haltepunkt / Haltestelle (Strecke außer Betrieb) | 12,875 mi (20,7 km)      | Mills of Drum 1853–1863                     | Mills of Drum 1853–1863                     |
| Bahnhof (Strecke außer Betrieb) | 14,25 mi (22,9 km)       | Crathes 1853–1966 (bis 1863 Crathes Castle) | Crathes 1853–1966 (bis 1863 Crathes Castle) |
| Brücke (Strecke außer Betrieb) |                          | Milton of Crathes Railway Bridge            | Milton of Crathes Railway Bridge            |
| Kopfbahnhof Strecke bis hier außer Betrieb | 14,75 mi (23,7 km)       | Milton of Crathes seit 2003                 | Milton of Crathes seit 2003                 |
| Strecke |                          | Royal Deeside Railway (Museumsbahn)         | Royal Deeside Railway (Museumsbahn)         |
| Haltepunkt / Haltestelle Strecke ab hier außer Betrieb |                          | Riverside Halt seit 2003                    | Riverside Halt seit 2003                    |
| Bahnhof (Strecke außer Betrieb) | 16,75 mi (27 km)         | Banchory 1853–1966                          | Banchory 1853–1966                          |
| Haltepunkt / Haltestelle (Strecke außer Betrieb) | 17,5 mi (28,2 km)        | Dee Street 1961–1966                        | Dee Street 1961–1966                        |
| Bahnhof (Strecke außer Betrieb) | 21,375 mi (34,4 km)      | Glassel 1859–1966                           | Glassel 1859–1966                           |
| Haltepunkt / Haltestelle (Strecke außer Betrieb) |                          | Craigmyle House ?–1887                      | Craigmyle House ?–1887                      |
| Bahnhof (Strecke außer Betrieb) | 23,75 mi (38,2 km)       | Torphins 1859–1966                          | Torphins 1859–1966                          |
| Brücke (Strecke außer Betrieb) |                          | Beltie Burn Viaduct                         | Beltie Burn Viaduct                         |
| Bahnhof (Strecke außer Betrieb) | 26,875 mi (43,3 km)      | Lumphanan 1859–1966                         | Lumphanan 1859–1966                         |
| Bahnhof (Strecke außer Betrieb) | 29,5 mi (47,5 km)        | Dess 1859–1966                              | Dess 1859–1966                              |
| Haltepunkt / Haltestelle (Strecke außer Betrieb) | 31,25 mi (50,3 km)       | Aboyne Loch 1888–1939                       | Aboyne Loch 1888–1939                       |
| Bahnhof (Strecke außer Betrieb) | 32,25 mi (51,9 km)       | Aboyne 1859–1966                            | Aboyne 1859–1966                            |
| Tunnel (Strecke außer Betrieb) |                          | Aboyne Tunnel                               | Aboyne Tunnel                               |
| Bahnhof (Strecke außer Betrieb) | 36,75 mi (59,1 km)       | Dinnet 1866–1966                            | Dinnet 1866–1966                            |
| Bahnhof (Strecke außer Betrieb) | 39,375 mi (63,4 km)      | Cambus O’May 1875–1966                      | Cambus O’May 1875–1966                      |
| Kopfbahnhof Streckenende (Strecke außer Betrieb) | 43,25 mi (69,6 km)       | Ballater 1866–1966                          | Ballater 1866–1966                          |

Die Deeside Line (auch als Deeside Railway bezeichnet) war eine Eisenbahnstrecke in Schottland. Sie verlief in Aberdeenshire zwischen Aberdeen und Ballater weitgehend im Tal des namensgebenden Flusses Dee, der südlich von Aberdeen in die Nordsee mündet. Die Strecke wurde zwischen 1853 und 1866 in mehreren Etappen von drei kleineren Bahngesellschaften erbaut. 1876 übernahm die Great North of Scotland Railway (GNSR) die Strecke und baute sie in den 1890er Jahren teilweise zweigleisig aus. Ab 1894 ergänzte die GNSR das Zugangebot um Vorortzüge zwischen Aberdeen und Culter. Nach der Jahrhundertwende bis zum Ende der 1920er Jahre hatte die Deeside Line, die ab 1923 von der London and North Eastern Railway (LNER) betrieben wurde, ihr höchstes Verkehrsaufkommen. So fuhren an Wochentagen auf dem Vorortabschnitt zwischen Aberdeen und Culter teils mehr als 25 Zugpaare. 1937 stellte die LNER den Vorortverkehr ein. 1948 wurde das britische Eisenbahnnetz verstaatlicht, seitdem betrieb British Railways die Strecke. Nach einem Tiefstand mit drei Zugpaaren auf der Gesamtstrecke in den Nachkriegsjahren bedienten ab Ende der 1950er Jahre sechs Zugpaare an Werktagen die Deeside Line. 1966 legte British Railways im Zuge der sogenannten Beeching-Axt die Strecke still und baute sie in den Folgejahren ab. Die Trasse wird heute überwiegend für den Deeside Way genutzt, einen regionalen Rad- und Wanderweg. Bekannt wurde die Deeside Line aufgrund der landschaftlichen Schönheit sowie der regelmäßigen Nutzung durch die britischen Monarchen. Zwischen 1853 und 1965 fuhren alle in dieser Zeit herrschenden Monarchen regelmäßig mit dem Royal Train über die Deeside Line zur königlichen Sommerresidenz Balmoral Castle.

## Geschichte

### Bau des ersten Abschnitts zwischen Aberdeen und Banchory
Der Erfolg der 1830 eröffneten Liverpool and Manchester Railway führte dazu, dass in ganz Großbritannien in den Folgejahren schnell ein ausgedehntes Netz in fast allen Landesteilen entstand und ein Boom für Eisenbahnaktien an den Börsen ausgelöst wurde. Dieser auch als Railway Mania oder „Eisenbahnfieber“ bezeichnete Boom hatte auch eine Vielzahl teils wirtschaftlich völlig unsinniger Streckenplanungen zur Folge, die wiederum mehrfach zu Wirtschaftskrisen und Zusammenbrüchen führten. Auch in Schottland entstanden schnell Komitees und Unternehmen, die Planungen für das neue Verkehrsmittel entwickelten. Die ersten Planungen zur Erschließung der Deeside entstanden 1845. Am 2. September dieses Jahres gründeten mehrere Aberdeener Geschäftsleute unter Führung des Lord Provost der Stadt ein erstes provisorisches Eisenbahnkomitee. Beteiligt waren auch Direktoren der Great North of Scotland Railway und der Aberdeen Railway. Das Komitee rief die Deeside Railway Company ins Leben, die eine Strecke von Aberdeen nach Banchory bauen sollte. Der veröffentlichte Verkaufsprospekt versprach, dass die Untersuchung des zu erwartenden Verkehrsaufkommens alle Erwartungen überschritten hätte („has exceeded all expectations“). Als Stammkapital wurden Aktien im Wert von insgesamt 100.000 £ ausgegeben, die bereits nach einer Woche vollständig gezeichnet waren. Dieser Erfolg bewog die Gesellschaft noch im gleichen Monat dazu, das Kapital auf 220.000 £ aufzustocken und die Streckenplanung bis Aboyne auszudehnen. Mit dem Deeside Railway Act erhielt die Gesellschaft für ihre Planungen nach dem zuvor ergangenen Parlamentsbeschluss am 16. Juli 1846 den Royal Assent. Zur Kostenersparnis beschloss die Gesellschaft jedoch, den Bau zunächst auszusetzen, bis die von Aberdeen als Anschluss in Richtung Arbroath laufende Strecke der Aberdeen Railway weitgehend fertiggestellt war, um dann deren Bauausrüstung übernehmen zu können. Sie gab der Aberdeen Railway zudem einen Kredit in Höhe von 16.000 £ zur Beschleunigung ihrer Arbeiten, nachdem diese aufgrund der durch das nachlassende Eisenbahnfieber in Großbritannien ausgelösten Wirtschaftskrise von 1847 in finanzielle Schwierigkeiten geraten war. Diese Verzögerung führte jedoch zu Protesten, und ein Jahr später forderten verschiedene Aktionäre eine Auflösung der Deeside Railway Company, nachdem weiterhin nicht mit dem Bau begonnen worden war. Die Aberdeen Railway übernahm daraufhin einen Teil der Aktien dieser Aktionäre. Sie verkaufte sie jedoch 1849 wieder, diesmal an eine weitere Gruppe lokaler Geschäftsleute.
Die neuen Eigentümer beschlossen, die Strecke zunächst nur bis Banchory zu bauen. Dies erforderte einen neuen Parlamentsbeschluss, der den Royal Assent am 28. Mai 1852 erhielt. Das Gesellschaftskapital wurde nun auf 106.250 £ festgesetzt. Den ersten Spatenstich nahm Mrs. Kinloch, die Frau eines lokalen Grundbesitzers, gut einen Monat später am 5. Juli 1852 bei den Mains of Drum vor, etwa auf halber Strecke zwischen Aberdeen und Banchory.
Der Streckenverlauf entlang des Dee-Nordufers bot baulich keine besonderen Schwierigkeiten und die Strecke konnte am 7. September 1853 eingeweiht werden. Der planmäßige Betrieb mit drei Zugpaaren begann am Folgetag. Die vier Monate vor Eröffnung bei Hawthorn bestellten Lokomotiven standen jedoch noch nicht zur Verfügung. Die Deeside Railway beauftragte daher die Scottish Central Railway mit dem Betrieb ihrer Strecke. Über die Abrechnung dieser Leistungen gab es jedoch bald Auseinandersetzungen, und nachdem die erste eigene Lokomotive ausgeliefert worden war, übernahm die Deeside Railway ab März 1854 selbst den Betrieb ihrer Strecke. In Aberdeen nutzte sie die Anlagen der Aberdeen Railway, zunächst deren provisorischen Endbahnhof in Ferryhill und ab 1854 den Bahnhof an der Guild Street südlich der Innenstadt auf der Fläche des heutigen Einkaufszentrums Union Square. Erste Planungen für einen eigenen Bahnhof an der Ecke Market Street/Palmerston Road südlich des Bahnhofs Guild Street waren bald wieder verworfen worden, die Deeside Railway richtete hier lediglich ihren Güterbahnhof ein.

### Verlängerung nach Aboyne
Noch vor Inbetriebnahme ihrer Strecke entwickelte die Deeside Railway weitere Ausbaupläne. Zunächst zielten diese auf eine Verbindung von Banchory nach der westlich von Aberdeen gelegenen Kleinstadt Alford. Nachdem sich diese Planung als ungeeignet erwiesen hatte, wurde eine von der Strecke nach Banchory bei Coalford, westlich von Peterculter, abzweigende Trassenführung favorisiert. Die Great North of Scotland Railway plante jedoch ebenfalls eine Verbindung nach Alford und konnte sich im Parlament in London gegen die Deeside Railway durchsetzen.
Nach diesem Misserfolg wandte sich die Deeside Railway wieder ihrer Stammstrecke zu, die sich als sehr ertragreich erwiesen hatte. 1857 konnte sie eine Dividende von 8,5 % ausschütten. Die Pläne für die Verlängerung nach Aboyne wurden wieder aus der Schublade geholt, jedoch in der Trassenführung modifiziert. Statt entlang des Dee über Kincardine O’Neil wurde die Strecke nach Aboyne nördlich abseits des Dee-Tals über Torphins und Lumphanan im Verlauf der ursprünglich nach Alford geplanten Verlängerung geführt. Dies erforderte zwar längere Steigungsabschnitte und einen tiefen Einschnitt, bot aber günstigere Grunderwerbskosten und vermied zwei Brücken über den Dee, die bei der ursprünglichen Führung erforderlich gewesen wären. Die Deeside Railway gründete für die Verlängerung eine neue Gesellschaft, die nominell unabhängige Deeside Extension Railway. Das entsprechende Gesetz, der Deeside Railway Extension Act, erhielt den Royal Assent am 27. Juli 1857. Am 2. Oktober des gleichen Jahres folgte der erste Spatenstich, diesmal durch die Marchioness of Huntly. Zwar hatte der Inspektor des Board of Trade bei der Streckenbegehung vor Eröffnung noch einige Mängel festgestellt, die Strecke konnte dennoch wie geplant am 2. Dezember 1859 in Betrieb gehen. Die Züge verkehrten durchgehend von Aberdeen nach Aboyne, die Deeside Railway übernahm den durchgehenden Dienst im Auftrag der Extension Railway. Einmal pro Tag wurde in Aboyne Anschluss per Kutsche von und nach Ballater angeboten.

### Weiterführung bis Ballater
Nachdem Königin Victoria und Prinzgemahl Albert 1848 erstmals den Sommer in Balmoral Castle verbracht hatten und von den schottischen Highlands begeistert waren, erwarb Prinz Albert das Schloss als Besitz der königlichen Familie. Dies führte dazu, dass der Tourismus in diesen Teil von Aberdeenshire erheblich zunahm. Bereits die Verlängerung bis Aboyne hatte einen erheblichen Ausflugsverkehr auf der Strecke der Deeside Railway zur Folge. Diese plante daher bald eine erneute Verlängerung. Erneut wurde dafür eine nominell unabhängige Gesellschaft gegründet, die Aboyne and Braemar Railway (A&BR). Ziel war Braemar, womit die Strecke direkt nördlich an Balmoral Castle vorbei führen sollte. Die Gründung der Gesellschaft erfolgte am 16. November 1864. In der parlamentarischen Debatte, die im Winter 1865 stattfand, wurden bereits weitere Verlängerungen diskutiert. Mögliche Ziele waren Blair Atholl oder, quer durch die Bergwelt der Cairngorms, Kingussie, beide an der heutigen Highland Main Line zwischen Inverness und Perth gelegen.
Größte Landbesitzerin der Gegend war jedoch inzwischen Königin Victoria, die die Strecke nach Braemar, die direkt an ihrem Schloss vorbei führen würde, vehement ablehnte. Sie ließ ihren Solicitor Verhandlungen mit der A&BR aufnehmen, in denen dieser den Wunsch der Königin deutlich machte. Die Gesellschaft zog daraufhin ihre Gesetzesvorlage in der ursprünglichen Form zurück; die Verlängerung sollte nunmehr nur bis Bridge of Gairn führen, etwa zwei Kilometer nordwestlich von Ballater. Personenverkehr sollte lediglich bis Ballater erfolgen; der kurze Abschnitt bis Bridge of Gairn, wo erhebliche Holzabfuhr geplant war, war als sogenannte Tramway nur für den Güterverkehr vorgesehen. Für dieses geänderte Vorhaben erhielt die A&BR den Royal Assent am 5. Juli 1865. Mangels finanzieller Mittel verzichtete die Gesellschaft jedoch bald auf den Bau der Tramway. Daraufhin versuchte Colonel James Farquharson, der in Invercauld Castle bei Braemar ansässige, und an der Bahngesellschaft beteiligte Chief des Clans Farquharson, den Bau der Tramway in eigener Regie zu übernehmen und sie sogar bis zur Bridge of Invercauld, einer Brücke der heutigen A93 über den Dee, etwas östlich von Braemar, zu führen. Dies erwies sich jedoch als nicht finanzierbar, so dass Col. Farquharson lediglich den Abschnitt bis Bridge of Gairn in Angriff nahm. Bis 1869 war der Abschnitt bis Bridge of Gairn weitgehend fertiggestellt.
Im gleichen Jahr übernahm jedoch Fürst zu Leiningen als Beauftragter von Königin Victoria Ballochbuie Forest, zwischen Braemar und Bridge of Gairn gelegen, von Col. Farquharson in Form eines Leasings für zehn Jahre, um die Abholzung dieses Waldgebiets in der Nähe von Balmoral zu verhindern. Alle Pläne zur Holzabfuhr waren damit obsolet geworden. Der weitgehend fertiggestellte Abschnitt westlich von Ballater bis Bridge of Gairn, dessen Bahndamm noch heute gut erkennbar ist, wurde nie planmäßig von Zügen befahren. Bereits 1873 wurde der Abschnitt wieder abgebaut und die Trasse für den Bau einer Wasserleitung nach Ballater genutzt. 1878 ging Ballochbuie Forest dauerhaft in den Besitz der Königin über.
Der Bau der Strecke zwischen Aboyne und Ballater war dagegen unumstritten und bot mit Ausnahme eines kurzen Tunnels bei Aboyne keine besonderen baulichen Schwierigkeiten. Der erste Spatenstich fand am 7. September 1865 bei Ballater statt, ausgeführt durch Mrs. Farquharson, die Frau von Col. Farquharson. Nach gut einem Jahr Bauzeit wurde die Strecke bis Ballater am 17. Oktober 1866 eröffnet.

### Übernahme durch die Great North of Scotland

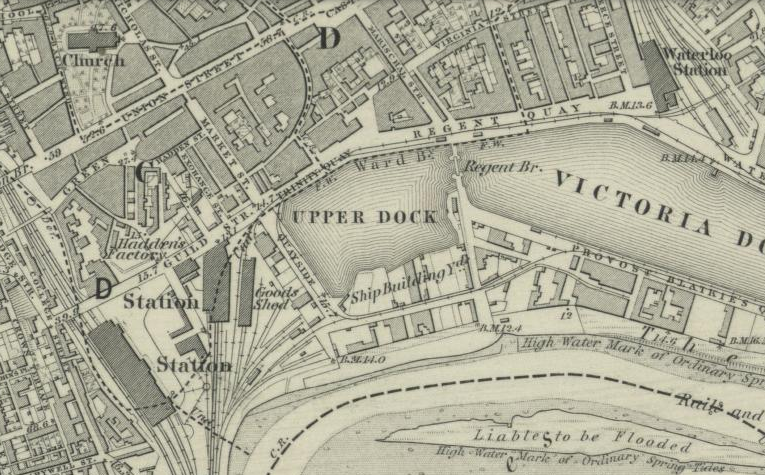
Karte von Aberdeen 1869, mit (von links nach rechts) der neuen, 1867 eröffneten Joint Station, der Guild Street Station der SNER und der Waterloo Station der GNSR

Die Scottish North Eastern Railway (SNER), in der die Aberdeen Railway 1856 aufgegangen war, stritt seit Jahren mit der Great North of Scotland Railway (GNSR) über die Anlage eines gemeinsamen Durchgangsbahnhofs in Aberdeen. Zwischen der nordöstlich des Hafens liegenden Waterloo Station der GNSR und der Guild Street Station der SNER bestand lediglich über die Gleise der Hafenbahn eine nur mit komplizierten Rangiermanövern mögliche Verbindung. Schließlich entwickelte die SNER Pläne für den Bau einer Umgehungsstrecke westlich um Aberdeen herum in Richtung Kintore, um endlich Anschluss in Richtung Norden zu bekommen. Westlich von Peterculter sollte die geplante Strecke die Deeside Line kreuzen: Über diese hätten Züge der SNER dann auch von Kintore kommend den SNER-Bahnhof in Aberdeen erreichen können. Die Planungen erhielten 1862 auch den Royal Assent, allerdings mit der Maßgabe, dass die Strecke nicht gebaut würde, wenn die GNSR sich zur Anlage eines Gemeinschaftsbahnhofs in Aberdeen bereitfinden würde. Im Vorlauf der Planungen für die Umgehungsbahn nahm die SNER Verhandlungen mit der Deeside Railway mit dem Ziel auf, Betriebsrechte auf dieser zu bekommen. Beide Gesellschaften konnten sich jedoch zunächst nicht über die zu entrichtenden Entgelte einigen. In dieser Situation nahm John Duncan, der Chairman der Deeside Railway, Verhandlungen mit der GNSR auf. Diese bot an, die gesamte Strecke der Deeside Railway einschließlich der Verlängerung per Leasing zu übernehmen. Den Aktionären bot die GNSR eine garantierte Dividende von 6 % an, worauf die SNER rasch mit einem eigenen Angebot reagierte. Viele Aktionäre setzten dem beabsichtigten Leasing durch die GNSR erbitterten Widerstand entgegen, teils mit dem Ziel eines Leasings durch die SNER, teils mit dem Ziel eines weiteren unabhängigen Betriebs. Duncan hatte jedoch insgeheim einen Teil seiner Aktien für die Aboyne Extension der GNSR verkauft, die auch weitere Aktien der Deeside Railway erworben hatte. Damit war in der entscheidenden Generalversammlung am 13. Mai 1862 die Mehrheit für den Leasingvertrag gesichert. Der folgende parlamentarische Prozess zog sich über mehrere Jahre hin, letztlich konnte die GNSR 1866 die Strecke der Deeside Railway einschließlich der inzwischen bis Ballater erfolgten Verlängerung übernehmen. Duncan war schon zuvor 1864 in das Board of Directors der GNSR berufen worden, 1868 wurde er Chairman der Gesellschaft.
Die GNSR erhielt mit der Übernahme der Deeside Railway auch Betriebsrechte auf dem kurzen Abschnitt über die SNER zwischen Ferryhill und dem Bahnhof Aberdeen Guild Street. Fast zeitgleich jedoch wurde die SNER bereits von der Caledonian Railway übernommen. Diese einigte sich mit der GNSR rasch auf die Herstellung einer Verbindung in Aberdeen und den Bau eines gemeinsamen Bahnhofs, der 1867 eröffnet wurde. Das Gelände des ehemaligen SNER-Bahnhofs wurde für den Güterverkehr umgenutzt.
Das Leasing der Deeside Railway Company und der mit ihr verbundenen Strecke war der GNSR zunächst für 10 Jahre zugesprochen worden. Seit der Übernahme des Betriebs und der Durchbindung mit der GNSR hatte der Verkehr auf der Deeside Line erheblich zugenommen. Für die erforderlichen Investitionen, um Strecke und Rollmaterial dem gestiegenen Bedarf anzupassen, fehlten der Deeside Railway die nötigen Finanzmittel. In dieser Situation schlug die GNSR eine komplette Übernahme der Deeside Railway und der mit ihr verbundenen Gesellschaften vor. Die entsprechenden Verhandlungen wurden schnell abgeschlossen, nachdem die GNSR die Beibehaltung der relativ niedrigen Tarife der Deeside, den Einsatz neuen Rollmaterials sowie den Aktionären den Tausch ihrer Deeside-Aktien gegen GNSR-Aktien und eine garantierte Dividende für die ersten Jahre nach der Übernahme zugesagt hatte. Gesetzeskraft erhielt die Übernahme mit dem Royal Assent für den entsprechenden Great North of Scotland Railway (Further Rowers) Act am 13. Juli 1876.

### Weiterer Ausbau der Strecke
Die Deeside Line war ursprünglich vollständig eingleisig errichtet worden. Ausweichmöglichkeiten entstanden zunächst in Banchory, Torphins und Aboyne, in späteren Jahren auch in Cults, Culter, Crathes, Lumphanan und Park. Zwischen 1891 und 1899 baute die GNSR den Abschnitt zwischen Aberdeen bzw. Ferryhill Junction und Park schrittweise zweigleisig aus. Nachdem der zweigleisige Ausbau 1894 Culter erreicht hatte, führte die GNSR einen Vorortverkehr zwischen Aberdeen und Culter ein. Für die Vorortzüge entstanden die zusätzlichen Halte Holburn Street, Pitfodels und West Cults, 1897 gefolgt von Bieldside. Der Vorortverkehr wurde in den Folgejahren ausgebaut.
1904 nahm die GNSR den Betrieb ihrer ersten Omnibuslinien auf. Zwischen Ballater und Braemar verkehrten ab dem 2. Mai dieses Jahres zwei werktägliche Fahrtenpaare mit Anschluss in Ballater an Züge von und nach Aberdeen. In Braemar errichtete die GNSR dafür ein eigenes Depot und Abfertigungsgebäude.
Während des Ersten Weltkriegs wurde das Angebot auf der Deeside Line nur geringfügig reduziert, der erhöhte Holzbedarf sorgte für eine Belebung des Güterverkehrs.

### Übergang an die LNER

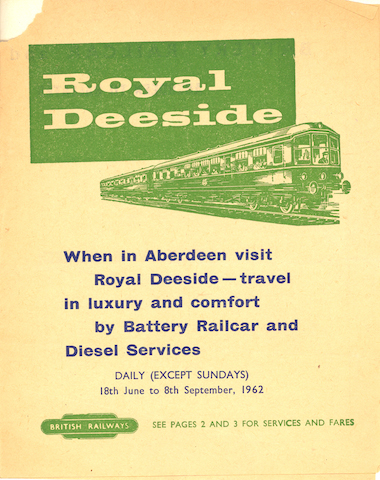
Werbeplakat zum Einsatz von Akku- und Dieseltriebwagen, um 1962

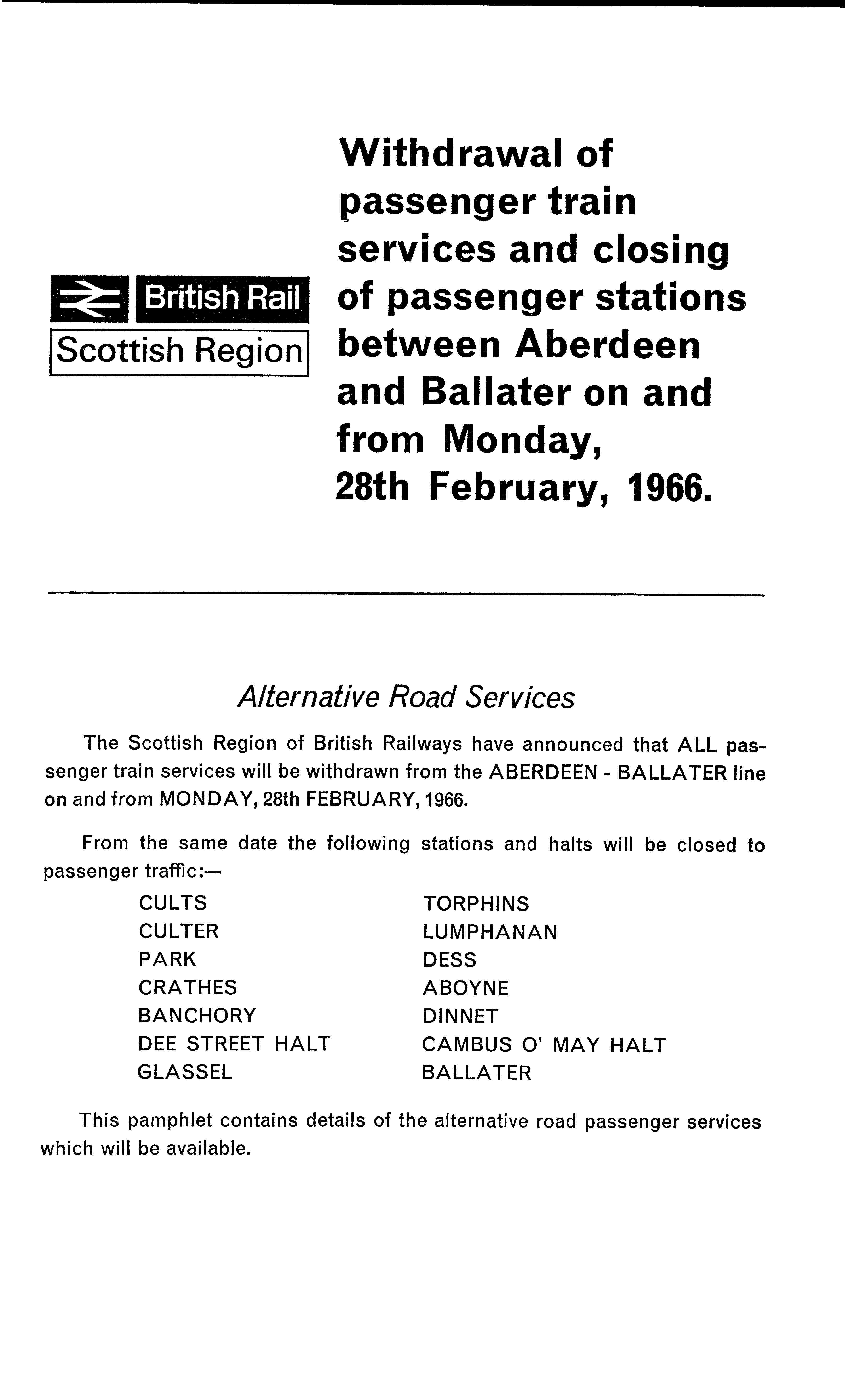
Ankündigung der Stilllegung zum 28. Februar 1966

Die Great North of Scotland Railway ging 1923 in Folge des Railways Act 1921 in der neuen London and North Eastern Railway (LNER) auf. Die LNER führte den Betrieb auf der Deeside Line zunächst weitgehend unverändert weiter. Ab 1928 verkehrten erstmals auch an Sonntagen Züge, vorwiegend jedoch auf dem Vorortabschnitt. Bis Ballater verkehrte lediglich ein Zugpaar. Im zu dieser Zeit noch stark religiös und konservativ geprägten Schottland waren Fahrten am Sonntag in weiten Kreisen noch zu Beginn des 20. Jahrhunderts als verwerflich angesehen worden.
Der Vorortverkehr bis Culter wurde von der LNER am 5. April 1937 eingestellt. Die zunehmende Konkurrenz der städtischen Straßenbahnen in Aberdeen und der diversen privaten Busunternehmen hatte die Nachfrage in den Jahren zuvor erheblich sinken lassen. Mit Ausnahme von Cults schloss die LNER auch alle Stationen zwischen Aberdeen und Culter. Zu Beginn des Zweiten Weltkriegs stellte die LNER den Sonntagsverkehr ein, der nach Kriegsende nicht wieder eingeführt wurde.

### Stilllegung durch British Railways
Mit dem Transport Act 1947 verstaatlichte die damalige Labour-Regierung unter Clement Attlee das britische Verkehrswesen. Die LNER wurde mit den anderen Bahngesellschaften zu British Railways (BR) als Eisenbahnabteilung der British Transport Commission (BTC) zusammengeführt. British Railways wurde in sechs Regionen aufgeteilt, mit der Scottish Region entstand erstmals eine das gesamte schottische Bahnnetz verwaltende Institution. Auf die Deeside Line hatte dies zunächst keine nennenswerten Auswirkungen. Lediglich bei den eingesetzten Lokomotiven kamen schrittweise neben früheren Klassen der GNSR und der LNER auch Lokomotiven anderer BR-Vorgängergesellschaften und Neubauten zum Einsatz. 1951 baute BR zudem das zweite Gleis zwischen Ferryhill Jct. und Park ab, das schon seit der Einstellung der Vorortzüge vor dem Krieg nicht mehr benötigt wurde. 1958 beschaffte BR versuchsweise einen Akkumulatortriebwagen und setzte ihn auf der Deeside Line ein, nachdem in Aberdeen und Ballater entsprechende Ladestationen gebaut worden waren. Vom Personal erhielt das neuartige Fahrzeug den Spitznamen „The Sputnik“. 1962 wurde der Akkutriebwagen durch Dieseltriebwagen ersetzt, nachdem er sich als sehr störanfällig erwiesen hatte. Ein Jahr zuvor wurde in Banchory der etwas günstiger zur Bebauung liegende Halt Dee Street in Betrieb genommen.
Ende der 1950er Jahre geriet British Railways in eine Krise. Hatte BR 1952 noch Gewinn gemacht, so belief sich der jährliche Verlust 1961 auf gut 86,9 Mio. Pfund Sterling. Richard Beeching, der neue BR-Vorsitzende, erhielt den Auftrag, Pläne zur Umstrukturierung des britischen Eisenbahnnetzes aufzustellen. Im März 1963 legte er seinen entsprechenden Bericht vor, der vor allem die Einstellung unrentabler Strecken vorsah. Die Umsetzung der Empfehlungen des Berichts wurde als Beeching-Axt bekannt und reduzierte das britische Eisenbahnnetz um gut 6000 km Strecken und 3000 Bahnhöfe. Die Deeside Line wurde ebenfalls als eine der einzustellenden Strecken aufgelistet. Bereits im Mai 1963 gab es in Aboyne eine erste Versammlung von lokalen Interessenvertretern und Gemeinden. In der Folge gründete sich das Deeside Railway Preservation Committee, das sich für den Erhalt der Strecke einsetzte. Das British Railways Board beabsichtigte ursprünglich bereits die Stilllegung zum 2. März 1964. Aufgrund der lokalen Widerstände wurde die Entscheidung bis nach einer Anhörung des zuständigen schottischen Transport Users’ Consultative Committee (TUCC) verschoben. Die Anhörung ergab ein Unentschieden zwischen den acht Mitgliedern des TUCC, woraufhin der damalige Verkehrsminister Tom Fraser entschied, die Strecke stillzulegen, da ja den Bedenken der Stilllegungsgegner mit der Einführung zusätzlicher Busverbindungen Rechnung getragen würde.
Der Personenverkehr endete schließlich am 26. Februar 1966 zwischen Aberdeen und Ballater. Formell wurde die Strecke erst ab 28. Februar eingestellt, der 26. Februar war jedoch ein Samstag und der Sonntagsverkehr war nach dem Ende des Zweiten Weltkriegs nicht wieder eingeführt worden. Wenige Monate später endete am 15. Juli 1966 der Güterverkehr zwischen Culter und Ballater. Ende des Jahres verkehrte schließlich am 30. Dezember 1966 der letzte Güterzug zwischen Aberdeen und Culter. In den folgenden Jahren wurde die Strecke schrittweise abgebaut, die letzten Gleise verschwanden Anfang der 1970er Jahre.

## Gegenwart und Zukunft
Weite Teile der Trasse blieben erhalten und wurden zum Deeside Way umgewidmet, einem Rad- und Wanderweg zwischen Aberdeen und Ballater, der weitgehend der Eisenbahntrasse folgt. Lediglich im Abschnitt zwischen Banchory und Aboyne führt der Deeside Way nicht entlang der alten Trasse, sondern direkt am Ufer des Dee.
An einzelnen Stellen, wie etwa in Banchory, ist die Trasse mit Gebäuden überbaut worden. Viele Kunstbauten sind erhalten geblieben, ein Teil wurde jedoch im Laufe der Jahre abgerissen, so 1989 der Viadukt über den Beltie Burn. Ein Teil der erhaltenen Bauwerke steht unter Denkmalschutz, so etwa der Bahnhof Ballater, der Bahnhof Aboyne und die Milton of Crathes Railway Bridge.
1996 wurde von Eisenbahnenthusiasten die Royal Deeside Railway mit dem Ziel gegründet, auf einem Abschnitt der Strecke wieder Gleise zu verlegen und als Museumsbahn zu betreiben. Sie führt seit 2010 auf einem etwa 1½ Kilometer langen wiederaufgebauten Abschnitt zwischen Crathes und einem neuen Haltepunkt Riverside Halt östlich von Banchory Museumsverkehr durch.
Der Erfolg der 2016 in Betrieb gegangenen Borders Railway südlich von Edinburgh, die auf der Trasse der im Zuge der Beeching-Axt stillgelegten Waverley Line neu entstand, beförderte Pläne zur Reaktivierung abgebauter Strecken auch in anderen Teilen Schottlands. Im April 2021 gründete sich im Nordosten Schottlands eine Initiative zum Wiederaufbau mehrerer stillgelegter Zweigstrecken. Im Kern soll rund um Aberdeen ein neues Netz für Personenverkehr aufgebaut werden, darunter auch der Abschnitt der Deeside Line bis Banchory. Züge sollen durchgehend zwischen Banchory und Fraserburgh bzw. Peterhead verkehren, beides Endpunkte von Strecken, die in der Beeching-Ära stillgelegt wurden. Unterstützt wird die Initiative von regionalen Politikern aller im schottischen Parlament vertretenen Parteien.

## Streckenbeschreibung

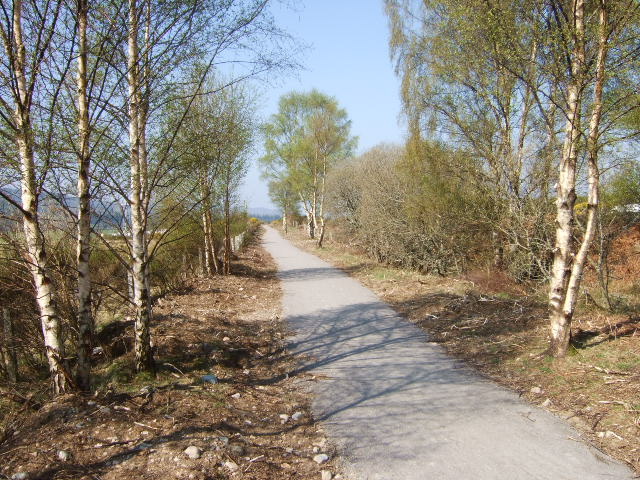
Als Fußweg genutzter Abschnitt der Deeside Line bei Aboyne

### Verlauf
Die Deeside Line verließ den Bahnhof von Aberdeen gemeinsam mit der Strecke nach Dundee in Richtung Süden und trennte sich in Ferryhill Junction von ihr, kurz bevor die Strecke nach Dundee den River Dee überquert. Dieser ehemalige Betriebsbahnhof diente nach der Eröffnung der Strecke kurzzeitig als Endpunkt der Deeside Railway. Ab dort wendete sich die Bahnstrecke nach Südwesten und verlief bis Ballater entlang des Dee, wobei sie immer auf dessen Nordufer blieb. Lediglich zwischen Banchory und Aboyne verließ die Strecke das unmittelbare Tal des Dee und verlief einige Kilometer nördlich des Flusses. Dadurch besaß die Strecke wenige größere Kunstbauten, zu nennen sind lediglich ein kurzer Tunnel westlich des Bahnhofs Aboyne unter der A93 sowie ein fünfbögiger Viadukt bei Torphins über den Beltie Burn, einen Nebenfluss des Dee.

### Betriebsstellen

#### Aberdeen

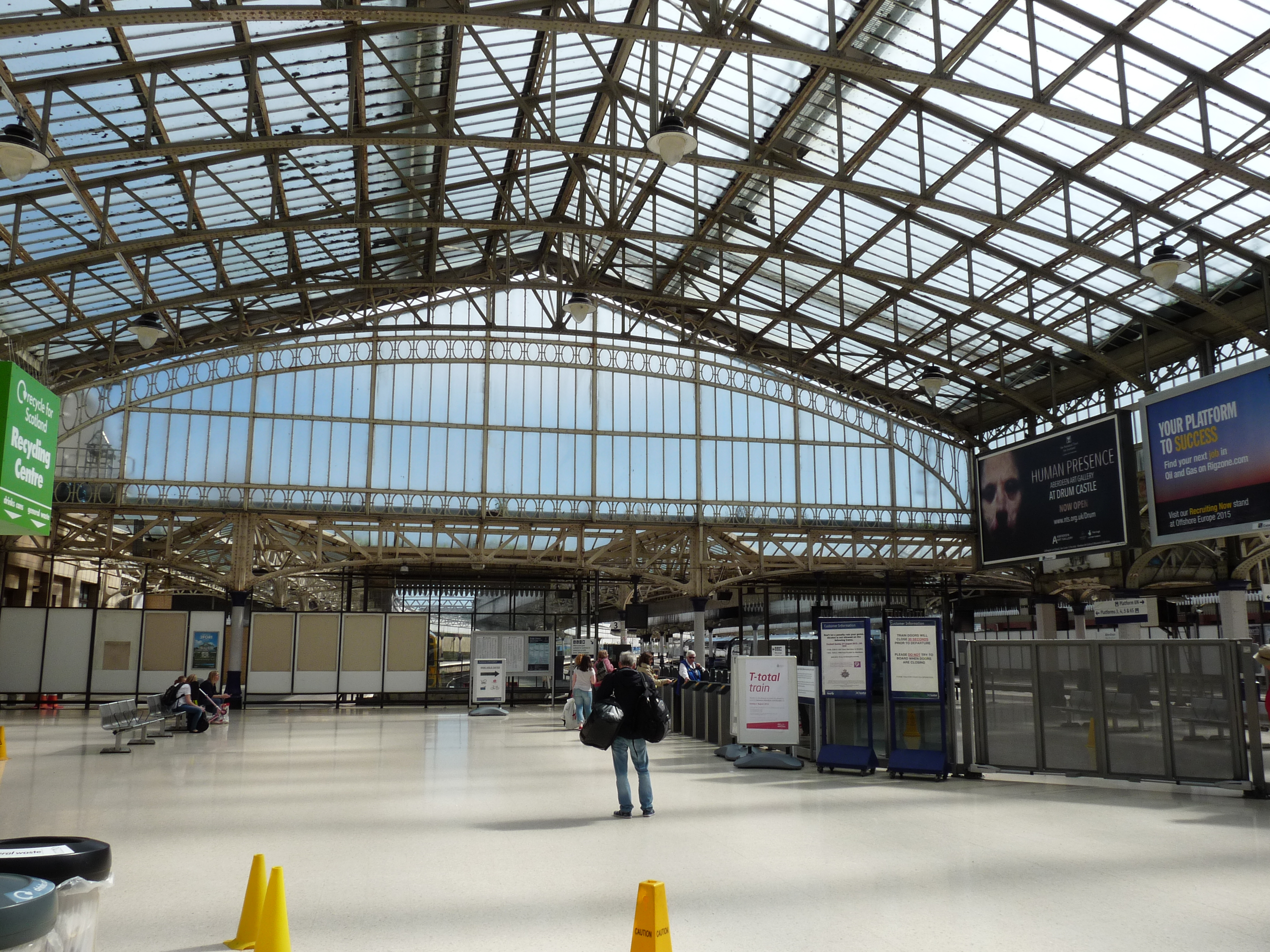
Der Bahnhof von Aberdeen, 2015

Der heutige Bahnhof von Aberdeen wurde 1867 eröffnet und ersetzte als Durchgangsbahnhof die früheren getrennten Kopfbahnhöfe der GNSR und der Caledonian Railway. Anfängliche Planungen für einen eigenen Bahnhof der Deeside Railway wurden nie umgesetzt, ab 1854 wurde der Kopfbahnhof Guild Street der SNER mitgenutzt. Der heutige Bahnhof trug bis 1952 den Namen Aberdeen Joint Station. Ursprünglich war er mit lediglich drei Durchgangsgleisen ausgestattet, hinzu kamen je vier von Norden und Süden nutzbare Kopfgleise, letztere dienten auch den Zügen auf der Deeside Line. Kurz vor dem Ersten Weltkrieg begann ein umfassender Umbau des Bahnhofs, die Durchgangsgleise wurden auf fünf aufgestockt. Infolge der drastischen Reduzierung des Streckennetzes rund um Aberdeen wurde die Zahl der Bahnhofsgleise in den 1970er Jahren deutlich reduziert. Nach einem nochmaligen Umbau in den 1980er Jahren verblieben lediglich fünf Bahnsteiggleise für den Personenverkehr. Anfang des 21. Jahrhunderts wurde der Bahnhof in das große, auf dem ehemaligen Güterbahnhof errichtete Einkaufszentrum Union Square einbezogen.

#### Ferryhill Junction
Im Bereich des Abzweigs der Deeside Line entstand der erste provisorische Bahnhof von Aberdeen. Nach Fertigstellung des SNER-Bahnhofs an der Guild Street diente Ferryhill als Vorbahnhof mit Abstellanlagen. Regulär fand hier kein Personenverkehr statt, jedoch nutzten die Hofzüge der britischen Monarchen jahrzehntelang die Gleise von Ferryhill, um dort Kopf zu machen.

#### Holburn Street
Der Haltepunkt wurde 1894 für den neu eingerichteten Vorortverkehr nach Culter eingerichtet. Er besaß zwei Außenbahnsteige an der hier zweigleisigen Strecke. Mit der Einstellung des Vorortverkehrs 1937 wurde der Haltepunkt ebenfalls geschlossen. Die Bahnsteigkanten blieben erhalten und flankieren den auf der Trasse der Deeside Line eingerichteten Fußweg. Die Deeside Line querte die namensgebende Holburn Street über eine Brücke, die nach Einstellung der Strecke abgerissen wurde. In ihrer Lage befindet sich inzwischen eine Fußgängerbrücke. 1906 wurde König Eduard VII. bei einem Besuch von Aberdeen in der Station empfangen und von dort mit der Kutsche durch die festlich geschmückten Straßen zur Einweihung des Marischal College der University of Aberdeen gefahren.

#### Ruthrieston
Ruthrieston wurde wenige Jahre nach Eröffnung der Deeside Line in Betrieb genommen. Geschlossen wurde die Station mit der Einstellung des Vorortverkehrs 1937. Zuletzt besaß die Station zwei Seitenbahnsteige, anfänglich vorhandene Gütergleise waren bereits früher entfernt worden. Die nördliche Bahnsteigkante ist erhalten geblieben.

#### Pitfodels
Pitfodels erhielt seinen Eisenbahnanschluss mit der Aufnahme des Vorortverkehrs 1894, die Station besaß zwei Seitenbahnsteige und ein kleines hölzernes Bahnhofsgebäude. 1937 endete der Vorortverkehr und die Station wurde geschlossen. Das Bahnhofsgebäude blieb erhalten und wird nach umfassender Sanierung für Wohnzwecke genutzt.

#### Cults
Der Aberdeener Vorort Cults besaß bereits seit Eröffnung der Strecke einen Bahnhof. Als einzige Zwischenstation zwischen Aberdeen und Culter wurde er nach Einstellung des Vorortverkehrs 1937 weiter von den durchgehenden Zügen nach Banchory und Ballater bedient. Das Bahnhofsgebäude und die Bahnsteigkanten der beiden Seitenbahnsteige sind erhalten geblieben.

#### West Cults
West Cults wurde mit der Einrichtung des Vorortverkehrs 1894 in Betrieb genommen, die Station besaß zwei Seitenbahnsteige und ein kleines Bahnhofsgebäude. Eine der Bahnsteigkanten ist erhalten geblieben. 1937 wurde die Station für den Personenverkehr geschlossen.

#### Bieldside

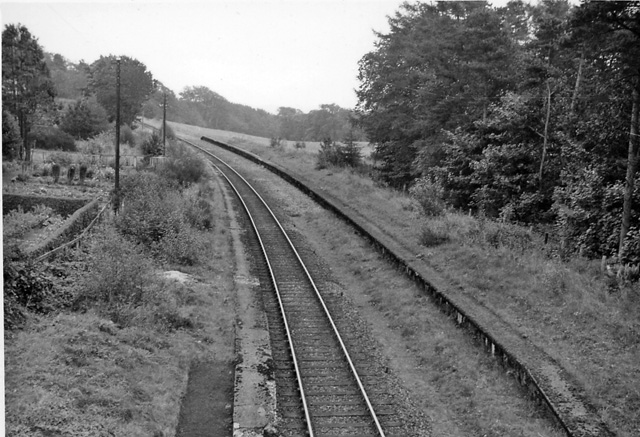
Die ehemalige Station Bieldside, um 1961

Der Vorort Bieldside erhielt seine Station 1897, wenige Jahre nach Einrichtung des Vorortverkehrs. Wie die übrigen Vorortstationen besaß die Station zwei Seitenbahnsteige und ein kleines Bahnhofsgebäude. Die Einstellung des Vorortverkehrs bedeutete auch das Ende für den Personenverkehr in Bieldside, die beiden Bahnsteigkanten sind jedoch erhalten geblieben.

#### Murtle
Der Bahnhof von Murtle entstand mit der Eröffnung der ersten Teilstrecke der Deeside Line 1853. Nachdem die Strecke zweigleisig ausgebaut worden war, besaß der Bahnhof zwei Seitenbahnsteige sowie einige Gütergleise. Mit der Einstellung des Vorortverkehrs 1937 wurde Murtle für den Personenverkehr geschlossen, Bahnsteigkanten und das kleine hölzerne Bahnhofsgebäude blieben erhalten.

#### Milltimber
Milltimber erhielt ein Jahr nach Eröffnung der Deeside Line einen Bahnhof, der ein Bahnsteiggleis und einige Gütergleise besaß. Mit dem zweigleisigen Ausbau der Strecke erhielt der Bahnhof zwei Seitenbahnsteige, die westlich des bisherigen Bahnhofs angelegt wurden, der lediglich noch dem Güterverkehr diente. 1937 endete der Personenverkehr mit der Einstellung des Vorortverkehrs von Culter nach Aberdeen, für den Güterverkehr blieb der Bahnhof noch einige Jahre in Betrieb.

#### Culter

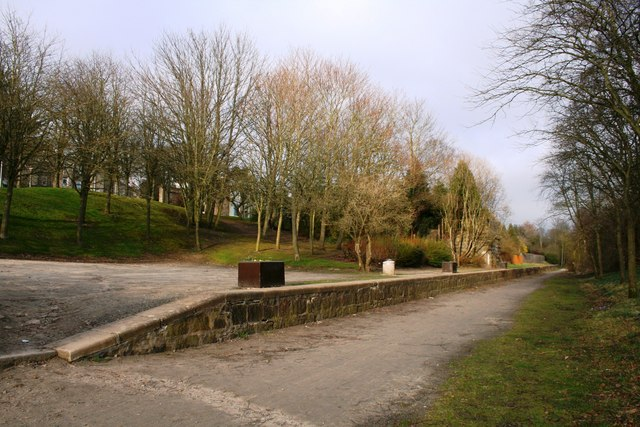
Der ehemalige Bahnsteig in Culter

Der Bahnhof von Culter wurde zusammen mit der Strecke bereits 1853 in Betrieb genommen. Wie der Nachbarbahnhof in Milltimber besaß er zunächst lediglich ein Bahnsteiggleis und ein paar Gütergleise. Der zweigleisige Ausbau führte auch in Culter zu einer Verlegung, der Bahnhof wurde für den Personenverkehr etwas nach Osten, in eine ortsnähere Lage verschoben. Ab 1894 diente Culter als Endbahnhof des Vorortverkehrs von Aberdeen. Hierfür besaß der Bahnhof Abstellgleise. Am Standort des ersten Bahnhofs verblieben die Gütergleise. Westlich führte eine Anschlussbahn vom Bahnhof zur Papierfabrik von Culter. Die Papierfabrik besaß eigene Werkslokomotiven und sorgte bis zur Schließung der Deeside Line für ein erhebliches Güteraufkommen.

#### Drum
Drum erhielt seinen Bahnhof 1854, ein Jahr, nachdem die Strecke bis Banchory in Betrieb gegangen war. Die Umgebung war ländlich geprägt und abseits größerer Siedlungen. Zunächst besaß die Station lediglich einen Bahnsteig und ein Kreuzungsgleis, erhielt aber bald einen zweiten Bahnsteig. Mit dem zweigleisigen Ausbau 1899 bekam Drum ein Stellwerk. 1951 baute British Railways das zweite Streckengleis ab, das nach der Einstellung des Vorortverkehrs nicht mehr benötigt wurde. Zeitgleich wurde Drum für den Personenverkehr geschlossen und das Stellwerk abgebaut, es blieb lediglich noch einige Jahre ein Gütergleis erhalten. Das Stationsgebäude dient heute als Wohnhaus, auch die Straßenbrücke über das Bahnhofsareal existiert noch.

#### Park
Der Bahnhof Park liegt nicht in der namensgebenden, etwa einen Kilometer westlich liegenden Ansiedlung, sondern in der Ortschaft Drumoak. Er wurde zusammen mit der Strecke erbaut und lag damals abseits größerer Siedlungen. Zunächst besaß der Bahnhof lediglich einen Bahnsteig und ein Gütergleis. 1894 erhielt er ein Kreuzungsgleis und einen zweiten Bahnsteig sowie zwei Stellwerke. Ab 1899 war Park Endpunkt des zweigleisigen Abschnitts ab Aberdeen. Der Bahnhof blieb bis zur Einstellung der Strecke 1966 in Betrieb, das Bahnhofsgebäude blieb bis heute erhalten. Um den Einzugsbereich des Bahnhofs zu erweitern, ließ die Deeside Railway Company 1854 südlich von Drumoak eine Brücke über den Dee errichten. Für die Nutzung der Brücke erhob die Bahngesellschaft eine Maut, dies wurde auch von den GNSR und LNER so beibehalten. Erst in den 1950er Jahren beendete British Railways diese Praxis, die Deebrücke war zu dieser Zeit die letzte Mautbrücke in Aberdeenshire.

#### Mills of Drum
Mills of Drum bestand lediglich aus einem Bahnsteig. Bereits 1863 wurde die 1853 zusammen mit der Strecke in Betrieb genommene Station wieder geschlossen, nachdem weiter westlich der Bahnhof Crathes für den Publikumsverkehr in Betrieb gegangen war.

#### Crathes
Da die Strecke über seine Ländereien führen sollte, konnte James Horn Burnett, 10th Baronet, der damalige Besitzer von Crathes Castle, 1853 den Bau eines privaten Haltepunkts und den fakultativen Halt aller Züge in Crathes durchsetzen. Zehn Jahre später wurde der private Haltepunkt in einen öffentlichen Bahnhof umgewandelt und geringfügig in Richtung Osten verlegt. 1891 erhielt der Bahnhof ein Stellwerk, das 1954 wieder außer Betrieb ging, die Weichen und Signale wurden seitdem örtlich bedient. Das Stationsgebäude und das Stellwerk sind erhalten geblieben. Seit Beginn der 2000er Jahre hat die Royal Deeside Railway westlich des alten Bahnhofs für ihren Museumsbahnbetrieb neue Gleisanlagen und einen neuen Bahnhof unter dem Namen Milton of Crathes eingerichtet.

#### Banchory

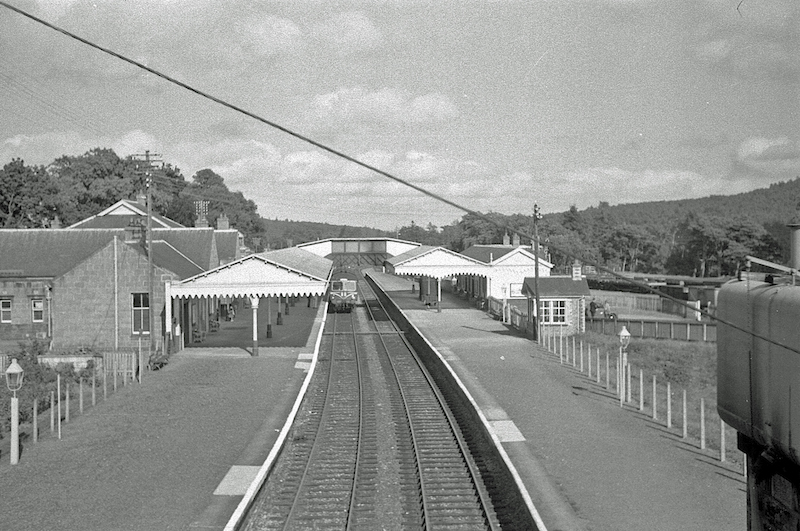
Banchory, 1961

Der erste, 1853 als Endpunkt der Deeside Line erbaute Bahnhof von Banchory wurde bereits 1859 im Zuge der Verlängerung der Strecke nach Aboyne umgebaut und etwas nach Westen verlegt. Neben zwei Bahnsteigen an den Durchgangsgleisen besaß der Bahnhof noch einen Bahnsteig an einem aus Richtung Aberdeen erreichbaren Stumpfgleis. Auf der Südseite bestanden verschiedene Güterverkehrsanlagen. Zudem errichtete die Deeside Railway einen Lokomotivschuppen, der in späteren Jahren als Werkstatt genutzt wurde. 1902 wurde der Bahnhof umfangreich umgebaut und erweitert, die GNSR ließ auch ein neues Empfangsgebäude und einen neuen Lokomotivschuppen erbauen. Nach Stilllegung der Strecke wurden die meisten Gebäude in den 1970er Jahren abgerissen. Das Bahnhofsgelände wurde mit Wohngebäuden überbaut, erhalten blieb lediglich am Ostende des Geländes der inzwischen gewerblich genutzte erste Lokomotivschuppen.

#### Dee Street

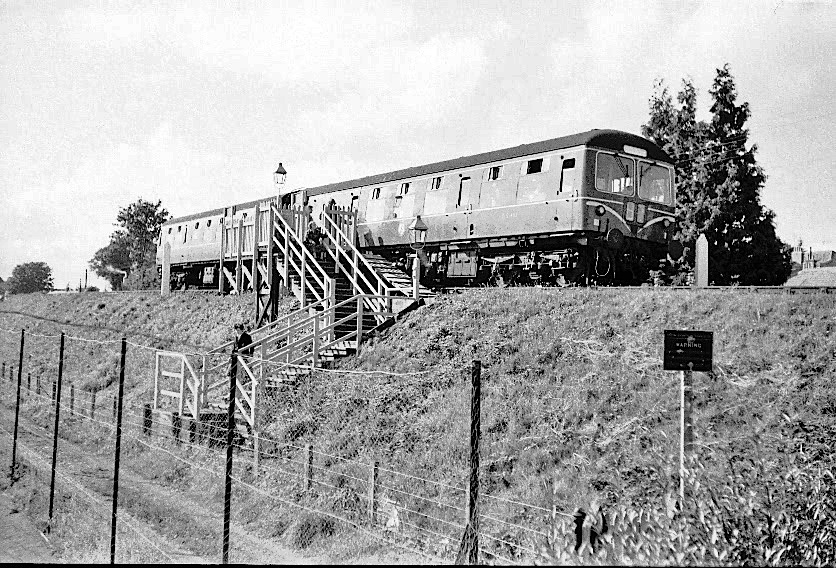
Dee Street, 1961

Der Haltepunkt Dee Street wurde 1961 errichtet, um den Westteil von Banchory besser zu erschließen. Er erhielt lediglich eine kurze hölzerne Plattform als Bahnsteig, die über eine auf dem Bahndamm errichtete Holztreppe zugänglich war. Die Länge des von einer einzelnen Lampe beleuchteten Bahnsteigs betrug lediglich 29 Fuß (umgerechnet knapp neun Meter), damit war der Zu- und Ausstieg nur an einer Tür der zu dieser Zeit eingesetzten Triebwagen möglich.

#### Glassel
Die Station Glassel lag abseits größerer Siedlungen und bediente lediglich einige Farmen und Cottages. Sie besaß einen Bahnsteig am Streckengleis und ein Ladegleis für den Güterverkehr. Das Stationsgebäude ist erhalten und wird für Wohnzwecke genutzt.

#### Craigmyle House
In der Nähe dieses Landsitzes wurde zu einem unbekannten Zeitpunkt nach Eröffnung der Strecke ein Bahnsteig für dessen Bewohner und Gäste angelegt. Der Halt wurde nur in internen Fahrplanunterlagen und nicht in den öffentlichen Fahrplänen aufgeführt, die Personenzüge hielten lediglich auf Anforderung des Besitzers und seiner Gäste. 1887 endete die Bedienung dieses nichtöffentlichen Halts.

#### Torphins
Der Bahnhof der kleinen Ortschaft Torphins besaß Kreuzungsgleise und zwei Seitenbahnsteige, ergänzt um ein paar Gütergleise auf der Westseite des Bahnhofs. Zwei Stellwerke waren vorhanden und wurden 1966 zusammen mit dem Bahnhof und der Strecke geschlossen. Das Bahnhofsgelände wurde weitgehend beräumt und für Wohnzwecke neu bebaut. Erhalten ist noch das Wohnhaus des Stationsvorstehers.

#### Lumphanan
Der Bahnhof von Lumphanan besaß Kreuzungsgleise und zwei Seitenbahnsteige sowie einige Gütergleise auf der Südseite des Bahnhofs. Es gab ein Stellwerk, das 1966 zusammen mit dem Bahnhof und der Strecke geschlossen wurde. Das Bahnhofsgelände wurde weitgehend beräumt und teilweise für Wohnzwecke neu bebaut.

#### Dess

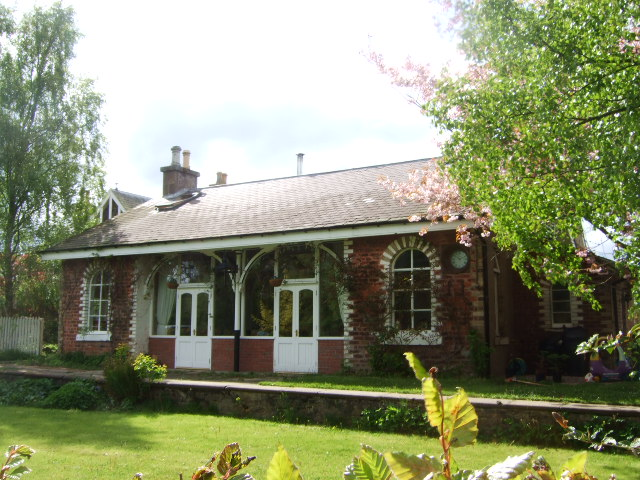
Das als Wochenendhäuschen genutzte ehemalige Stationsgebäude von Dess

Die Station Dess lag abseits größerer Ansiedlungen und bediente lediglich einzelne Farmen und Cottages. Außer dem Streckengleis, auf dessen Westseite der Bahnsteig lag, existierte lediglich ein Ladegleis für den Güterverkehr. Das Stationsgebäude entsprach der auch in Glassel, Torphins und Lumphanan verwendeten Bauform. Es ist erhalten und wird für Wohnzwecke genutzt.

#### Aboyne Loch
Dieser auch als Aboyne Curlers Platform bezeichnete Halt bestand lediglich aus einem provisorischen Bahnsteig und wurde vor allem von Ausflugszügen und an Samstagen bedient. Im Sommer war der benachbarte Loch of Aboyne Ziel für Ausflügler aus Aberdeen, im Winter war der See ein Zentrum des Curlingsports, auf dem auch Wettbewerbe stattfanden, zu denen Sonderzüge verkehrten. Der Halt wurde 1939 infolge des Kriegsbeginns geschlossen und nach dem Krieg nicht wieder eingerichtet.

#### Aboyne

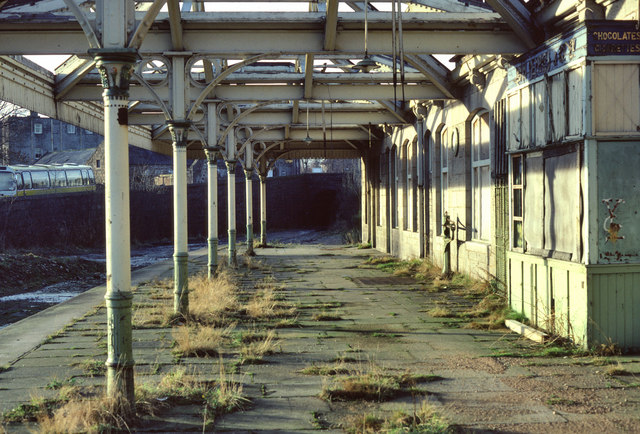
Der stillgelegte Bahnhof in Aboyne, um 1981

Der Bahnhof von Aboyne diente seit seiner Eröffnung 1859 bis 1866 als Endpunkt. Er erhielt daher neben einem Stationsgebäude und Güteranlagen auch einen Lokomotivschuppen. 1895 wurde der Bahnhof umfassend umgebaut und erhielt ein neues Stationsgebäude mit einem großen Bahnsteigdach für den Hausbahnsteig. Der Lokomotivschuppen und die auf der Südseite liegenden Güterverkehrsanlagen wurden abgebaut, neue Güteranlagen entstanden auf der Nordseite des Bahnhofs östlich des Empfangsgebäudes. Zwei Stellwerke wurden am West- und Ostende erbaut. Das Stellwerk am Westende wurde bereits 1920 wieder geschlossen, der Bahnhof wurde seitdem vom östlichen Stellwerk alleine bedient. Während die für den Güterverkehr genutzten Flächen beräumt und neu bebaut wurden, blieb das Bahnhofsgebäude erhalten. Es stand einige Jahre leer und verfiel, wurde aber in den 1980er Jahren saniert und wird seitdem als Teil eines Einkaufszentrums genutzt.

#### Dinnet
Der Bahnhof von Dinnet war der einzige Kreuzungsbahnhof zwischen Aboyne und Ballater und besaß zwei Durchfahrtsgleise mit Seitenbahnsteigen. Direkt westlich des Bahnhofsgebäudes trennte ein Bahnübergang die Bahnsteige von den weiter westlich liegenden Gütergleisen. Seit 1894 besaß der Bahnhof zwei Stellwerke, eines davon wurde 1928 geschlossen und die Funktionen im westlichen der beiden zusammengeführt. Das Stationsgebäude ist erhalten geblieben und dient der angrenzenden Dinnet Estate für Bürozwecke.

#### Cambus O’ May

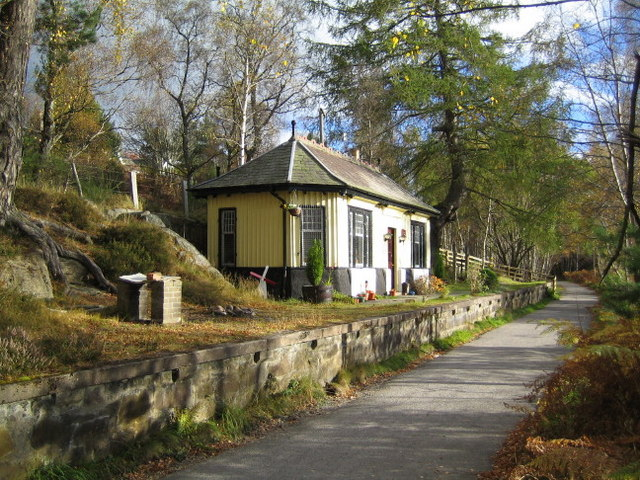
Das als Wochenendhäuschen genutzte ehemalige Stationsgebäude von Cambus O’ May

Zehn Jahre nach Inbetriebnahme der Strecke ging 1876 die Station Cambus O’ May in Betrieb. Sie liegt in einem großen Waldgebiet direkt am Nordufer des Dee, in der Umgebung befinden sich lediglich einige Cottages. Neben dem Seitenbahnsteig am Streckengleis besaß die Station lediglich noch ein östlich abzweigendes Ladegleis, das für einen in der Nähe befindlichen Steinbruch genutzt wurde. In den letzten Jahren des Betriebs wurde der Halt lediglich noch bei Bedarf bedient. Das hölzerne Stationsgebäude blieb nach der Einstellung der Strecke erhalten und wird als Wochenendhäuschen genutzt, erhalten ist ebenso auch der Bahnsteig.

#### Ballater

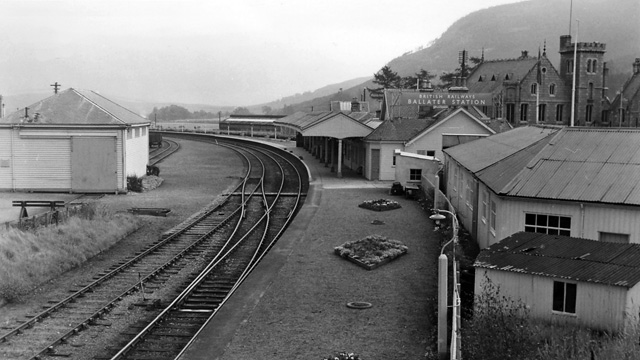
Ballater, 1961

Der Bahnhof in Ballater ging mit Fertigstellung der Strecke am 17. Oktober 1866 in Betrieb. Ursprünglich nur mit einfachen Abfertigungsgebäuden ausgestattet, erhielt er 1886 das heute noch bestehende, einstöckige und aus Holz erbaute Empfangsgebäude mit dem königlichen Salon für Queen Victoria. Aufgrund der Planungen für die Weiterführung der Strecke in Richtung Braemar wurden die Gleisanlagen baulich als Durchgangsbahnhof angelegt. Westlich des Bahnhofs überspannt eine von der A93 genutzte Brücke die Trasse der geplanten Strecke. Bis zur Stilllegung lag unter der Brücke noch ein Ausziehgleis bis zum westlich der Brücke gelegenen Streckenende. Neben dem mit einem großen hölzernen Dach überdeckten Hausbahnsteig war ursprünglich noch die Anlage eines weiteren Seitenbahnsteigs auf der nördlichen Seite des Bahnhofs vorgesehen. An dieser Stelle entstanden schließlich mehrere Gütergleise und Schuppen. Östlich des Empfangsgebäudes erhielt der Bahnhof noch einen weiteren Bahnsteig an einem Stumpfgleis. Für die Abstellung des Royal Train während der Aufenthalte der Monarchen in Balmoral verfügte der Bahnhof über mehrere Wagenschuppen, ebenso vorhanden waren ein bis zur Betriebseinstellung 1966 genutzter Lokomotivschuppen und eine Drehscheibe.
Alle britischen Monarchen nutzten den Bahnhof während der Existenz der Strecke für ihre Reisen von und nach Balmoral, oft mit Empfang und Verabschiedung mit militärischem Zeremoniell. Ebenso kamen diverse andere Herrscher bei Besuchsfahrten nach Balmoral in den Bahnhof, darunter Zar Nikolaus II. und Nāser ad-Din Schāh von Persien.
Nach Einstellung der Strecke wurden die Gleise bis Anfang der 1970er Jahre abgebaut. Seit 1994 stehen der Hausbahnsteig und das Empfangsgebäude unter Denkmalschutz. Das Ensemble ist in die Denkmallisten von Historic Scotland in der Kategorie B aufgeführt. Im Empfangsgebäude sind seitdem die örtliche Touristeninformation und ein Café eingerichtet. Das königliche Wartezimmer und der Hausbahnsteig werden als Museum genutzt. Auf dem Hausbahnsteig ist der Wagenkasten des Salonwagens von Queen Victoria als genauer Nachbau des im National Railway Museum befindlichen Originals aufgestellt. Im Mai 2015 brannte das Bahnhofsgebäude ab und wurde weitgehend zerstört. Der Wiederaufbau konnte im August 2018 abgeschlossen werden, seitdem wird das Empfangsgebäude wieder als Touristeninformation, Café und Museum genutzt.

## Verkehrsangebot
Die Deeside Line wurde von Beginn an im Personen- und Güterverkehr bedient. Zwar hatte die Bahngesellschaft kaum Vorsorge für den Güterverkehr getroffen und die Nachfrage deutlich unterschätzt, dies wurde jedoch schnell korrigiert. Der Personenverkehr bestand aus dem regulären Fahrplanangebot sowie einem vor allem in den Jahren vor dem Ersten Weltkrieg sehr umfangreichen Zusatzangebot an Ausflugszügen (Excursion trains). Über Jahrzehnte verkehrten zudem Messenger trains, mit denen Queen’s Messengers bzw. King’s Messengers für die britischen Monarchen während ihrer Aufenthalte in Balmoral Castle die nötigen Depeschen, Dokumente und Briefe zwischen London und Balmoral transportierten. Bis zur Betriebseinstellung waren die regelmäßigen Fahrten des Royal Train eine Besonderheit der Strecke, hinzu kamen Sonderzüge für ausländische Monarchen und andere hochrangige Besucher.
Wiederholt wurde der Verkehr auf der Deeside Line durch die Witterungsbedingungen im Winter beeinträchtigt. Schneeverwehungen und Eis sorgten mehrfach für Betriebsunterbrechungen. Im Januar 1960 musste der Verkehr aufgrund starker Schneefälle über eine Woche eingestellt werden.

### Regulärer Personenverkehr

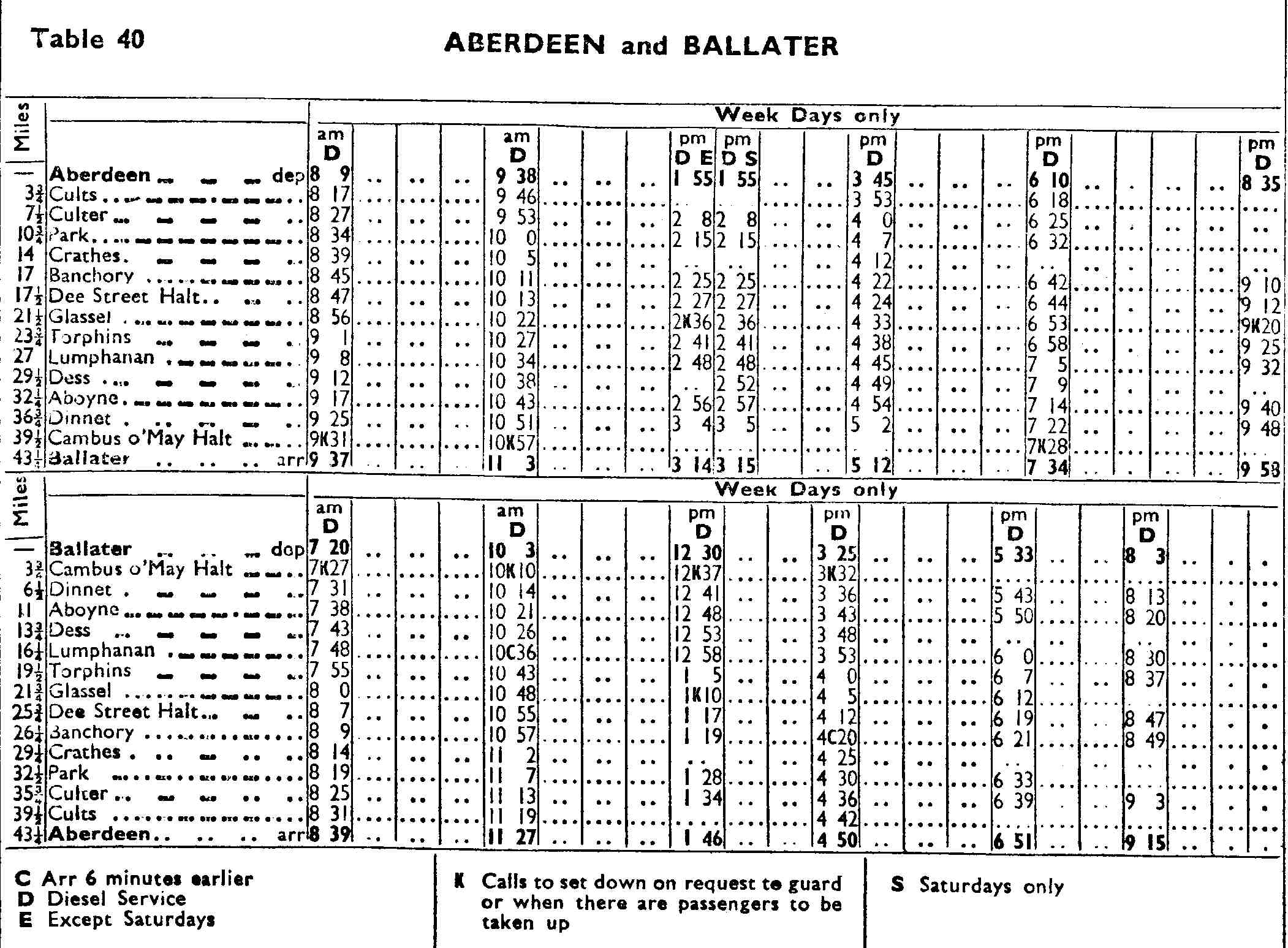
Fahrplan der Deeside Line, Sommer 1963

Mit Betriebsaufnahme der Strecke zwischen Aberdeen und Banchory bot die Deeside Railway zunächst drei Zugpaare an Werktagen an, die alle Zwischenhalte bedienten. Ab Juni 1854 verkehrten vier Zugpaare. Bereits wenige Wochen nach der Eröffnung setzte die Deeside Railway Company einen ersten gesonderten Ausflugszug (Excursion train) ein, für den vergünstigte Rückfahrkarten angeboten wurden. Die Züge hatten von Beginn an nur Wagen der ersten und dritten Wagenklasse, was eine Besonderheit aller Bahngesellschaften in Nordostschottland war. Die zweite Klasse wurde nie eingeführt, erst mit der Abschaffung des europaweiten Dreiklassensystems im Jahr 1956 kam die zweite Klasse zur Anwendung. Sonntags verkehrten keine Züge. Schottland war zu dieser Zeit stark durch die Church of Scotland geprägt, die die Sonntagsruhe hochhielt. Vergnügungsausflüge an Sonntagen wurden in der damaligen Gesellschaft vielfach als verwerflich angesehen. Abgesehen von den auch an Sonntagen verkehrenden Messenger trains sollte die Deeside Line lediglich zwischen 1928 und 1939 regelmäßigen Sonntagsverkehr aufweisen.
Die Verlängerung von Banchory bis Aboyne ging 1859 in Betrieb, drei der vier Zugpaare wurden bis Aboyne verlängert. Ein Jahr später stockte die Deeside Railway das Angebot im Sommer auf sechs Zugpaare bis Banchory und vier bis Aboyne auf, im Winter blieb es beim bisherigen Angebot. Im Sommer wurde das Angebot zudem um gesonderte Ausflugszüge ergänzt, die teils beträchtliche Wagenlängen erreichten – bei einer Gelegenheit soll ein solcher Excursion train aus 37 Wagen bestanden haben. 1866 wurde die Strecke bis Ballater verlängert, der neue Abschnitt wurde mit drei Zugpaaren Aberdeen – Ballater bedient. Je ein weiteres Zugpaar verkehrte bis Aboyne und Banchory. Die Züge bedienten in der Regel alle Unterwegshalte und benötigten zwischen 21/4 und 21/2Stunden für die Gesamtstrecke zwischen Aberdeen und Ballater.
1880 führte die Great North of Scotland Railway erstmals einen beschleunigten Zug ein. Das in der Folge als „Deeside Express“ bezeichnete Zugpaar benötigte lediglich noch 1½ Stunden und bediente nur vier Zwischenhalte. Es verkehrte nur im Sommer und verließ Aberdeen morgens gegen acht Uhr, ab Ballater fuhr der Zug am späten Nachmittag zurück. Im Winter 1884 führte der Fahrplan der Deeside Line insgesamt sechs Personenzugpaare, jeweils zur Hälfte zwischen Aberdeen und Banchory bzw. Ballater. In den Folgejahren blieb das Angebot weitgehend gleich, ab 1891 wurde ein Zugpaar ab Banchory bis Ballater verlängert. Im Sommer wurden jeweils mehr Züge eingesetzt, vor allem an Samstagen kamen noch Ausflugszüge hinzu.
Nachdem die GNSR 1887 bereits Vorortverkehre auf der Strecke in Richtung Inverness zwischen Aberdeen und Dyce eingeführt hatte, setzte sie ab Juli 1894 auch auf der Deeside Line Vorortzüge zwischen Aberdeen und Culter ein, nachdem die Strecke auf diesem Abschnitt zweigleisig ausgebaut worden war. Sie richtete dazu drei neue Zwischenstationen ein, mit Bieldside folgte 1897 ein weiterer Zwischenhalt. Zehn Züge verkehrten zwischen Aberdeen und Culter, neun in der Gegenrichtung, die etwas über zwanzig Minuten benötigten. Die nur an Werktagen eingesetzten Züge wurden gut angenommen und die GNSR baute die Zugzahl in den Folgejahren aus. 1904 verkehrten bereits 19 Zugpaare, die umgangssprachlich als Subbies (von Suburban trains) bezeichnet wurden. Die durchgehenden Zugpaare nach Ballater hielten seitdem nicht mehr auf dem Vorortabschnitt. Neben den sommerlichen Ausflugszügen bot die GNSR inzwischen auch im Winter Ausflugszüge an, die bis nach Aboyne führten und vor allem von Zuschauern und Spielern der auf dem Loch of Aboyne stattfindenden Curling-Spiele und -Wettbewerbe genutzt wurden.
1914 erreichte das Angebot auf der Deeside Line seinen größten Umfang. In diesem Jahr fuhren sechs Personenzugpaare und ein Expresszugpaar zwischen Aberdeen und Ballater. Vier weitere Personenzugpaare verkehrten bis Banchory, den Vorortabschnitt bis Culter bedienten 18 Zugpaare. An Samstagen verkehrten weitere Zugpaare bis Ballater und Banchory. In diesem Jahr setzte die GNSR im „Deeside Express“, der nachmittags Aberdeen verließ, einen Slip coach nach Banchory ein. Zwischen Aberdeen und Ballater konnte der Express so auf 11/4 Stunden beschleunigt werden, bedient wurden lediglich noch die Zwischenhalte in Torphins und Aboyne. Mit Ausbruch des Ersten Weltkriegs wurde der Betrieb des Expresszuges und damit auch des Slip coach eingestellt. Soweit bekannt, war es der einzige Wagenkurs dieser Art, der in Großbritannien je auf einer eingleisigen Strecke eingesetzt wurde. Im Ausflugsverkehr wurden inzwischen Touren angeboten, die ab Ballater mit Bussen durch die Cairngorms bis in das Speytal und von dort per Bahn über Craigellachie und Keith zurück nach Aberdeen führten.
Während des Krieges wurde der Fahrplan der Deeside Line ansonsten nur geringfügig angepasst, lediglich der Abschnitt nach Ballater wurde um zwei Zugpaare reduziert. Nach dem Krieg setzte die GNSR zwar wieder ab 1920 den „Deeside Express“ ein, allerdings ohne den Slip coach nach Banchory. Auch die zusätzlichen Samstagszüge kehrten nicht zurück in den Fahrplan, gesonderte Ausflugszüge verkehrten seitdem ebenfalls kaum noch. Die LNER, in der die GNSR nach dem Grouping 1923 aufging, änderte zunächst wenig am Fahrplan. Zum 1. Juni 1928 nahm die LNER jedoch erstmals den regulären sonntäglichen Verkehr auf. Im Vorortverkehr gab es insgesamt neun sonntägliche Zugpaare zwischen Aberdeen und Culter, drei Zugpaare verkehrten bis bzw. ab Banchory und ein Zugpaar bediente die Gesamtstrecke. An Werktagen verkehrten 19 Vorortzugpaare, vier Zugpaare zwischen Aberdeen und Banchory sowie fünf Züge von und nach Ballater. Im Winter verkehrten an Sonntagen nur die Vorortzüge, ihr Betrieb endete aber bereits wieder mit Beginn des Winterfahrplans 1930/31. 1934 nahm die NER den Sommerbetrieb der Vorortzüge wieder auf, beendete ihn aber 1936 wieder. Ein Jahr später stellte die LNER zum 5. April 1937 den gesamten Vorortverkehr rund um Aberdeen ein, private Busunternehmen und die Straßenbahn von Aberdeen hatten zunehmend Fahrgäste abgezogen.
Der Sonntagsbetrieb auf der Gesamtstrecke endete nach Beginn des Zweiten Weltkriegs, auch der „Deeside Express“ verschwand zu diesem Zeitpunkt aus dem Fahrplan. Während des Krieges bedienten lediglich vier werktägliche Zugpaare die Gesamtstrecke. Nach Kriegsende gab es lediglich noch drei Zugpaare. British Railways übernahm die LNER und baute das Angebot im Sommer wieder leicht auf vier Zugpaare auf. 1958 wurde das Zugangebot mit der Einführung des neuen Akkutriebwagens auf sechs werktägliche Zugpaare zwischen Aberdeen und Ballater ausgebaut. Dieses Angebot blieb bis zur Einstellung der Strecke weitgehend unverändert. Die Gesamtentwicklung kann der nachfolgenden Tabelle entnommen werden (ohne zusätzliche, an einzelnen Tagen verkehrende Zugpaare).
| Abschnitt       | 1853 | 1854 | 1855 | 1859 | 1860 | 1866 | 1884 | 1891 | 1894 | 1904 | 1914 | 1918 | 1920 | 1928 | 1938 | 1944 | 1947 | 1948 | 1958 | 1966 |
| --------------- | ---- | ---- | ---- | ---- | ---- | ---- | ---- | ---- | ---- | ---- | ---- | ---- | ---- | ---- | ---- | ---- | ---- | ---- | ---- | ---- |
| Aberdeen–Culter | 3    | 4    | 5    | 5    | 6    | 5    | 6    | 6    | 16   | 25   | 29   | 25   | 26   | 28   | 9    | 4    | 3    | 4    | 6    | 6    |
| Culter–Banchory | 3    | 4    | 5    | 5    | 6    | 5    | 6    | 6    | 6    | 6    | 11   | 7    | 8    | 9    | 9    | 4    | 3    | 4    | 6    | 6    |
| Banchory–Aboyne | –    | –    | –    | 3    | 4    | 4    | 3    | 4    | 5    | 5    | 7    | 4    | 5    | 5    | 5    | 4    | 3    | 4    | 6    | 6    |
| Aboyne–Ballater | –    | –    | –    | –    | –    | 3    | 3    | 4    | 5    | 5    | 7    | 4    | 5    | 5    | 5    | 4    | 3    | 4    | 6    | 6    |

### Royal Trains

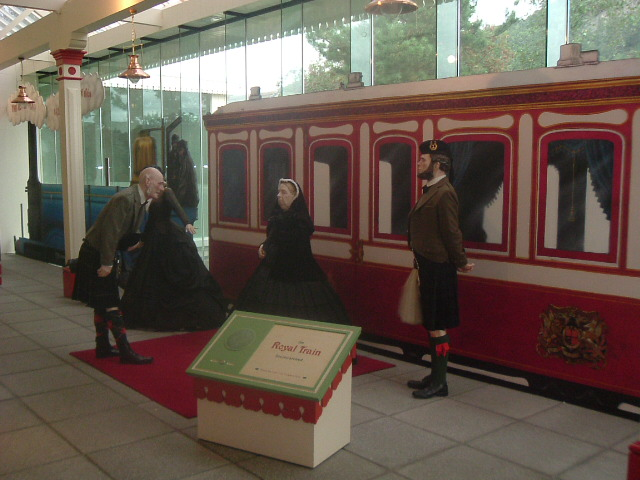
Königin Victoria verlässt den Royal Train, Schaubild im Bahnhofsgebäude von Ballater

Seitdem Königin Victoria und ihr Ehemann, Prinz Albert, Balmoral Castle erworben hatten, verbrachten sie fast jedes Jahr den Spätsommer und Herbst dort. Nach dem Tod von Prinz Albert zog sich die Königin regelmäßig für längere Zeit nach Balmoral zurück und verbrachte im Frühjahr und Herbst jeweils mehrere Wochen bis Monate dort. Wie ihre Nachfolger nutzte sie für die Fahrten nach Balmoral Castle regelmäßig den Royal Train auf der Deeside Line. Königliche Besucher von Balmoral Castle nutzten die Strecke ebenfalls, wie auch andere Politiker und Staatsmänner.
Erstmals fuhr die Königin mitsamt ihrer Familie am 13. Oktober 1853, etwa einen Monat nach Eröffnung der Deeside Line, mit dem Royal Train ab Banchory zurück nach London. In Banchory und Aberdeen umlagerten Schaulustige die Bahnhöfe, die örtlichen Honoratioren und Ehrengarden standen jeweils bereit. Es war jedoch nicht die erste königliche Fahrt, zwei Tage zuvor hatte bereits Victoria, Duchess of Kent, die Mutter der Königin, in Banchory einen Sonderzug nach London bestiegen. Ab 1860 reduzierte sich die per Kutsche zurückzulegende Strecke auf den Abschnitt zwischen Aboyne und Balmoral. Obwohl der Abschnitt bis Ballater 1866 in Betrieb gegangen war und bereits am 20. und 24. September, einen Monat vor der regulären Betriebsaufnahme ein Royal Train für den Prince of Wales und seine Frau bis bzw. ab Ballater fuhr, fuhr Königin Victoria 1867 zunächst noch per Kutsche bis bzw. ab Aboyne. Ab dem Folgejahr fuhr der Royal Train mit der Königin jedoch regelmäßig bis bzw. ab Ballater. In Ballater entstanden in der Folgezeit gesonderte Abstellgleise und Wagenschuppen für die Wagen des königlichen Zugs. Ab 1861 verbat sich die um ihren Mann trauernde Königin jedoch umfangreiche Begrüßungen und Empfänge unterwegs, ihre Züge wechselten daher in Aberdeen nicht in der Aberdeen Joint Station die Fahrtrichtung, sondern im Vorbahnhof von Ferryhill. Letztmals fuhr Königin Victoria am 7. November 1900 in Ballater ab, wenige Monate vor ihrem Tod am 22. Januar 1901 in Osborne House.
Ihr Sohn und Nachfolger, König Eduard VII., besuchte Balmoral nur einmal pro Jahr, zur Jagdsaison im Herbst. In Ballater inspizierte er bei der Ankunft eine vor dem Bahnhof angetretene Ehrengarde, seine Nachfolger behielten dies bei. Eduard VII. machte von Balmoral in größerem Umfang Ausflüge, für die der Royal Train bereitgestellt wurde. Die GNSR stellte während der Herrschaft von Eduard VII. mehrfach Wagen für den Royal Train, er fuhr damit bspw. zu den Pferderennen nach Doncaster oder von einer Fahrt mit der königlichen Jacht ab Invergordon zurück nach Ballater. Königin Alexandra, seine aus Dänemark stammende Frau, nutzte den Royal Train jährlich ab Ballater für Fahrten nach Dundee, von wo sie mit der königlichen Jacht zum Familienbesuch nach Kopenhagen fuhr. Am 11. Oktober 1909 fuhr König Eduard VII. letztmals ab Ballater zurück nach London. Während seiner Herrschaft fuhren mehr königliche Züge auf der Deeside Line als unter allen anderen Monarchen.
König Georg V. trat 1910 die Nachfolge seines Vaters an und behielt dessen Reisegewohnheiten weitgehend bei. Erstmals fuhr er am 9. August 1910 als Monarch über die Deeside Line, mit 12 Wagen war es der längste jemals über die Strecke gefahrene Royal Train. Ab 1914 fielen seine Besuche jedoch dem Ersten Weltkrieg zum Opfer, Fahrten des Royal Train nach Schottland hatten in dieser Zeit nur Stützpunkte der Royal Navy, wie etwa Scapa Flow oder in Rosyth zum Ziel. Ab August 1919 kam Georg V. wieder regelmäßig im Spätsommer und Herbst nach Balmoral. Die Züge wechselten ab 1920 ihre Lokomotiven nicht mehr in Ferryhill, sondern im Bahnhof von Aberdeen. Wie sein Vater machte Georg V. zudem gelegentlich Fahrten ab Balmoral zu Zielen in Schottland, so 1929 nach Aberdeen zur Einweihung eines Museums. Seine letzte Fahrt fand am 27. September 1935 ab Ballater statt.
Auch seine Söhne Eduard VIII. und Georg VI. fuhren mit dem Royal Train über die Deeside Line. Eduard VIII. verbrachte während seiner kurzen Regentschaft lediglich eine Woche im September 1936 in Balmoral, begleitet von seinem Bruder. Ein Jahr später trat dieser am 4. August seine erste Fahrt als regierender Monarch nach Balmoral an – allerdings ab Aberdeen mit dem Automobil. Auch im Folgejahr nutzte Georg VI. die Straße, bis Aberdeen war er zudem per Schiff und nicht wie sonst üblich per Zug gefahren. Zur Beisetzung seines Cousins Arthur of Connaught fuhr Georg VI. am 15. September 1938 ab Ballater lediglich mit einem an einen regulären Zug angehängten Sonderwagen. Erst 1939 fuhr er am 1. August mit seiner Familie erstmals seit seiner Thronbesteigung mit dem Royal Train über die Deeside Line. Der Zweite Weltkrieg führte dazu, dass Georg VI. erst sechs Jahre später, am 25. August 1945, wieder mit dem Zug nach Ballater kam. In den Folgejahren verbrachten Georg VI. und seine Frau Elizabeth, ähnlich wie Königin Victoria, jeweils im Frühjahr und Herbst mehrere Wochen in Balmoral und nutzten zur An- und Abreise regelmäßig den Zug. Sein schlechter Gesundheitszustand führte dazu, dass Georg VI. seine letzte Rückreise nach London am 15. September 1951 kurzfristig per Flugzeug ab Aberdeen Airport antrat.
Königin Elisabeth II. blieb der Strecke mit dem Royal Train bis kurz vor der Einstellung im Februar 1966 treu, fuhr aber wie ihr Vater vor dem Krieg gelegentlich mit dem Automobil ab Perth oder Aberdeen nach Balmoral, oft mit ihrem Mann, Prinz Philip, am Steuer. 1962 wurde der Royal Train letztmals mit einer Dampflokomotive bespannt. Ihre letzte Fahrt absolvierte Elisabeth II. am 15. Oktober 1965 ab Ballater.
Neben den britischen Monarchen nutzten auch andere Herrscher und Staatsmänner bei Besuchen in Balmoral die Deeside Line. Erster Gast dieser Art war Nāser ad-Din Schāh, der Schah von Persien. Er reiste am 19. Juli 1889 nach Balmoral und verließ es wieder am 22. Juli. 1896 besuchte der mit einer Enkelin von Königin Victoria verheiratete russische Zar Nikolaus II. seine britische Verwandtschaft. Die Beziehungen zwischen dem British Empire und dem Zarenreich waren zu dieser Zeit nicht besonders gut (The Great Game), auch galt der Zar vielen Briten als Willkürherrscher und Despot. Sein Sonderzug nach Ballater am 22. September und der Zug für die Rückfahrt am 3. Oktober unterlagen daher strengeren Sicherheitsbestimmungen als normale Fahrten des Royal Train.

### Messenger Trains
Die regelmäßigen Aufenthalte von Königin Victoria in den Highlands machten eine schnelle Kurierverbindung zwischen London und Balmoral erforderlich, um ihr alle nötigen Depeschen und Briefe zu übermitteln und ihre Unterschriften unter Gesetzesakte und sonstige Dokumente einzuholen. In den ersten Jahren legte ein berittener Kurier dazu täglich von Perth, das per Nachtzug von London erreichbar war, den Weg über den Cairnwell Pass und Braemar nach Balmoral zurück, ein je nach Jahreszeit und Witterung riskanter Ritt. Die Deeside Railway schlug daher 1864 vor, morgens ab Aberdeen einen gesonderten Zug im Anschluss an den Nachtzug von London einzusetzen. Sie schloss schließlich mit dem Home Office einen entsprechenden Vertrag ab, der auch die Stellung einer Kutschenverbindung im Anschluss an die Züge umfasste. Am 8. Oktober 1865 verkehrte der erste Messenger train um 4 Uhr morgens ab Aberdeen und erreichte Aboyne um 5:25 Uhr. Mit Eröffnung der Streckenverlängerung verkehrten ab 1866 auch die Messenger trains bis Ballater.
Eine der Lokomotiven der Deeside Railway, die für die Bespannung der Messenger trains vorgesehen wurde, erhielt als Farbgebung den Royal Stewart Tartan, den auch vom Königshaus verwendeten Tartan. Es sind allerdings keine Bilder bekannt, vermutet wird, dass lediglich die Wasserkästen den Tartan erhielten. Der Zug bestand in der Regel aus einem einzelnen Wagen, der ebenfalls eine besondere Farbgebung in Purpur und Gold erhalten haben soll. Nach einiger Zeit erhielten die Messenger trains weitere Wagen und konnten von Besuchern der Königin einschließlich mitgebrachter Dienerschaft genutzt werden. Ab 1870 finanzierte das General Post Office einen Sonntagszug für den Posttransport zwischen Ballater und Aberdeen, der ab 1871 auch durch die Queen’s Messengers genutzt wurde. Ab den 1880er Jahren verkehrten während der Anwesenheit der Königin sogar zwei Sonntagszüge ab Aberdeen, einer bereits früh um 3:30 Uhr, der andere am frühen Nachmittag. Die Messenger trains führten inzwischen seit 1878 auch einen gesonderten Wagen der 1. Klasse für reguläre Passagiere und hielten ab 1882 bei Bedarf zum Aussteigen an allen Unterwegsbahnhöfen. Sie wurden auch in Bradshaw’s Railway Time Tables aufgeführt und ab Ende der 1890er Jahre um einen Wagen für Passagiere der 3. Klasse erweitert. Da an Sonntagen sowie am frühen Morgen ansonsten kein Zugverkehr bestand und die Bahnhöfe nicht besetzt waren, waren besondere Regelungen für die Signalsicherung dieser Züge erforderlich. Der Gegenzug verließ Ballater am Nachmittag so, dass der am frühen Morgen des nächsten Tages in London ankommende Nachtzug in Aberdeen sicher erreicht werden konnte.
1883 kamen die Messenger trains aufgrund eines Rechtsstreits in den Fokus der Öffentlichkeit. Der Vater von Sir Robert Burnett, dem Besitzer von Crathes Castle, hatte seinerzeit der Trassenführung der Deeside Line über seinen Grund und Boden nur unter der Maßgabe zugestimmt, dass in der Nähe seines Schlosses ein Bahnhof errichtet würde, der von allen Zügen bedient werden musste. Dies wurde in einer feu charter gemäß dem damals feudalistisch geprägten schottischen Grundrecht festgelegt. Die GNSR hatte 1882 einen regelmäßigen Ausflugszug an Samstagen eingeführt, der nur mit gesonderten Fahrkarten genutzt werden konnte und in Crathes nicht hielt. Daraufhin klagte Burnett vor dem Court of Session in Edinburgh auf Erfüllung seines Rechts. Zunächst gewann die GNSR, letztlich entschied das House of Lords aber 1885, dass alle mit regulären Tickets nutzbaren Züge, also auch die Messenger trains, in Crathes zum Ein- und Aussteigen halten mussten. Lediglich die nur mit Sondertickets nutzbaren Ausflugszüge durften durchfahren. 1914 verzichtete Sir Thomas Burnett, der Bruder und Erbe von Sir Robert, auf dieses Recht.
Bis zum Ersten Weltkrieg blieben die Fahrpläne weitgehend unverändert, die Züge verkehrten jeweils nur während der Anwesenheit des Monarchen in Balmoral Castle. Während des Krieges verzichtete König Georg V. auf Urlaubsreisen nach Balmoral und die Messenger trains verkehrten nicht. Ab 1919 kam er wieder regelmäßig nach Balmoral, wie auch seine ihm nachfolgenden Söhne Eduard VIII. und Georg VI., und die Messenger trains verkehrten jeweils während ihrer Aufenthalte. 1938 entschied das Home Office, auf die gesonderten Züge zu verzichten. Der Ausbau der A93 ermöglichte die Rückkehr zur Fahrt der Messengers über Perth, nun aber mit ab dort eingesetzten Automobilen. Der letzte Messenger train verkehrte daher im Herbst 1937.

### Güterverkehr
In den ersten Jahren wurden die Güterwagen den im Fahrplan ausgewiesenen Personenzügen beigestellt. Ab 1856 setzte die Deeside Railway erstmals eigene Güterzüge ein. Über Jahre führte jedoch ein Teil der Personenzüge noch Güterwagen mit. 1884 waren im Fahrplan zwei Güterzugpaare ausgewiesen, eines bis Banchory, das andere bis Ballater. 1914 war wie auch beim Personenverkehr im Güterverkehr das umfangreichste Angebot zu finden. Zwei Güterzugpaare bedienten die Gesamtstrecke, ein weiteres verkehrte bis Culter, wo eine große Papierfabrik mit eigener Anschlussbahn für reges Wagenaufkommen sorgte. Weiteres Güterverkehrsaufkommen gab es durch Holztransporte, besonders während beider Weltkriege. 1940 waren lediglich 46.000 Tonnen Holz transportiert worden, dagegen stieg das Volumen bis 1943 um über das Vierfache auf 177.000 Tonnen.
In den Jahren nach dem Zweiten Weltkrieg verlagerte sich der Güterverkehr jedoch rasch auf die Straße, befördert dadurch, dass British Railways bestimmte Frachten ablehnte oder mit hohen Preisen belegte. Vor allem der Viehtransport verschwand daraufhin bald von der Strecke, bereits vor dem Krieg war sein Anteil am Güteraufkommen erheblich zugunsten des Straßentransports zurückgegangen. Zuletzt wurde bis Ende 1966 noch die Papierfabrik in Culter bedient.

## Eingesetzte Fahrzeuge
Mit Ausnahme der letzten Jahre vor der Stilllegung wurden alle Züge auf der Deeside Line von Dampflokomotiven bespannt. Ab 1958 kamen zusätzlich Triebwagen zum Einsatz und zu Beginn der 1960er Jahre wurden die verbliebenen Dampflokomotiven durch Diesellokomotiven ersetzt. Bedingt durch die mehrfachen Betreiberwechsel und Neuordnungen der Betreibergesellschaften kam über die Jahre ihrer Existenz ein vielfältiger Fahrzeugpark zum Einsatz. Lediglich in den ersten Jahren waren die Fahrzeuge in Banchory stationiert, spätestens mit Übernahme durch die GNSR waren die Lokomotiven in der Regel im Depot Kittybrewster in Aberdeen beheimatet. Nach der Übernahme durch British Railways kamen auch Fahrzeuge aus dem früher der Caledonian Railway bzw. der LMS gehörenden Depot Ferryhill zum Einsatz. Ballater diente als Nebendepot (Sub-shed).

### Fahrzeuge der Deeside Railway

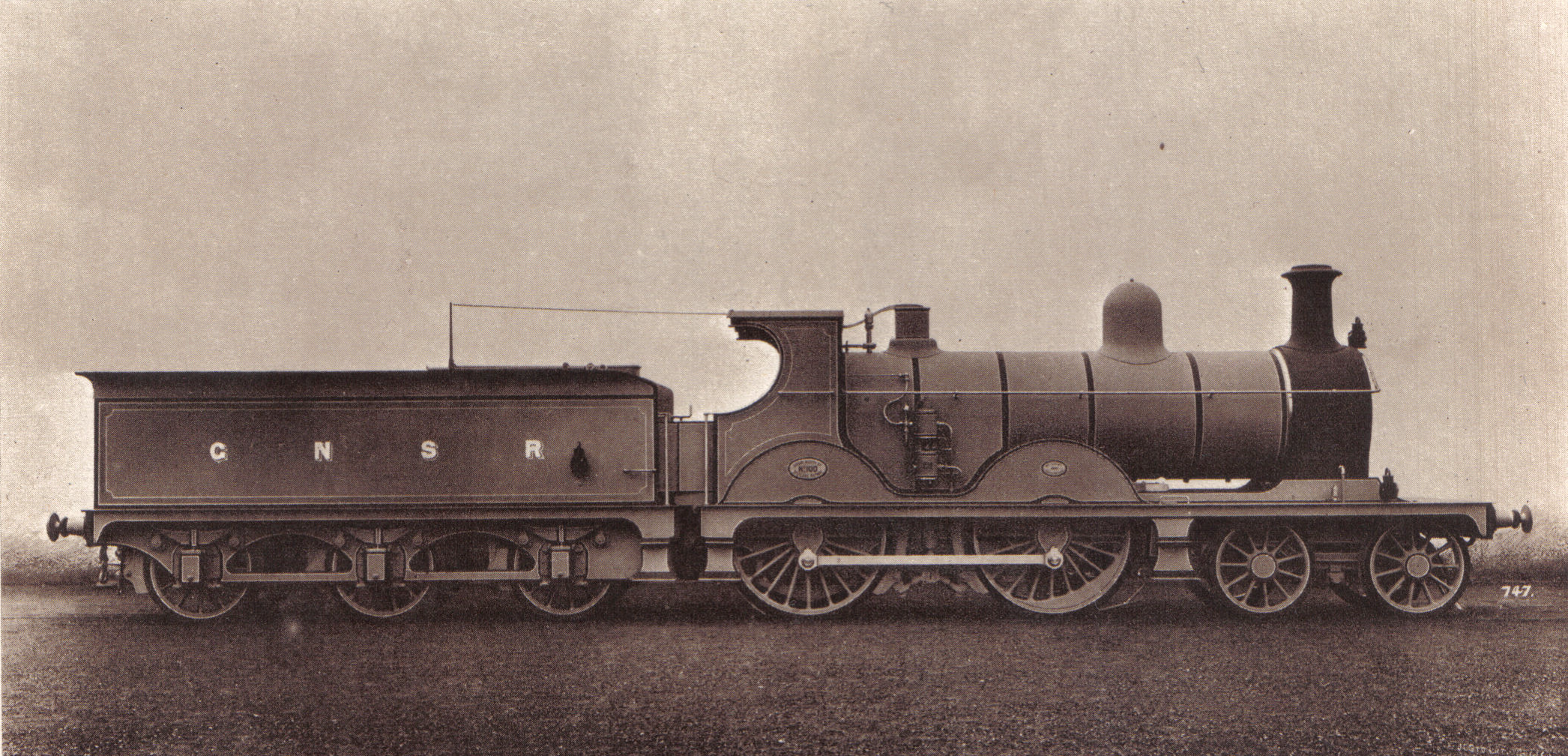
Die Reihe T der GNSR wurde unter anderem auf der Deeside Line eingesetzt

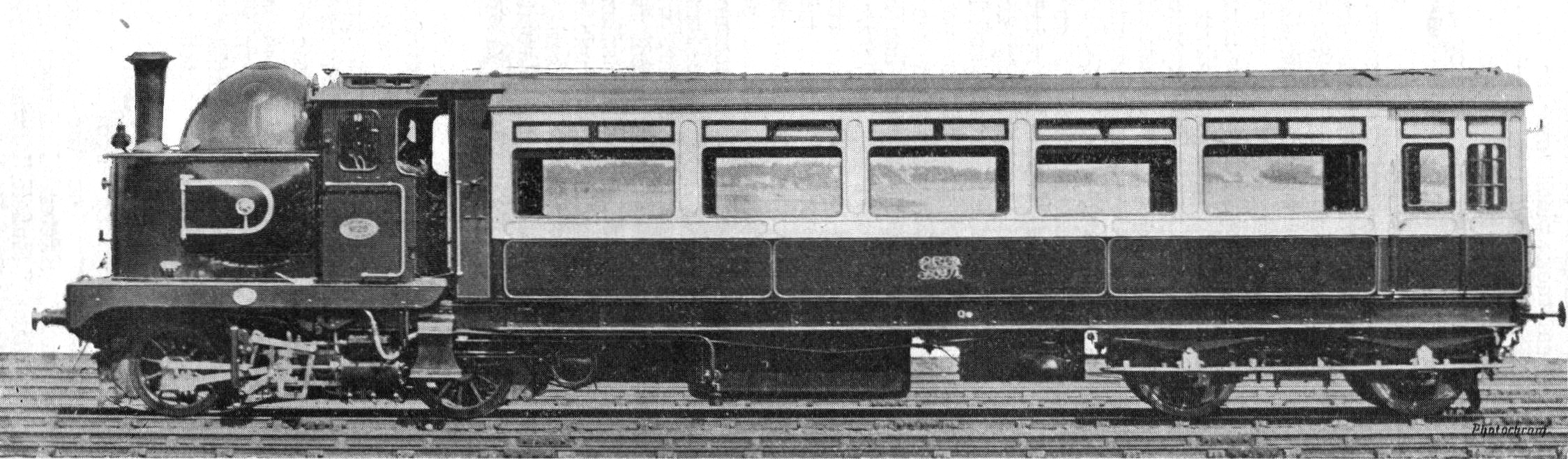
Auf der Deeside Line versuchsweise eingesetzter Dampftriebwagen der GNSR

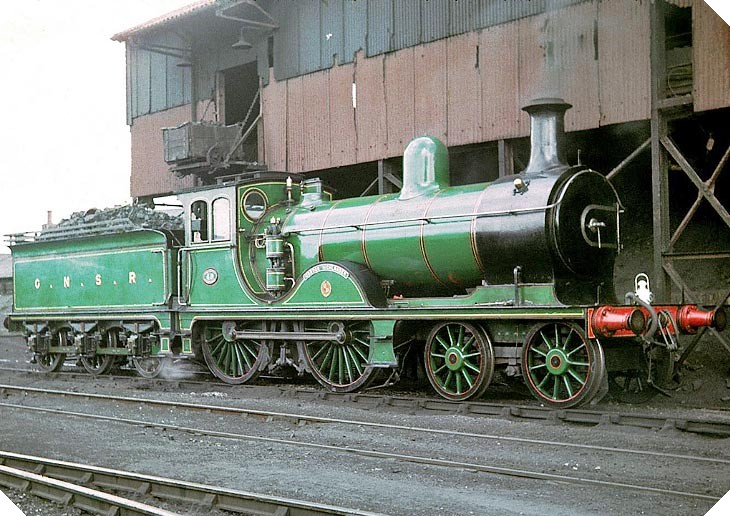
Die einzige erhaltene GNSR-Lokomotive, Nr. 49 „Gordon Highlander“ der Reihe F, die jahrelang auch auf der Deeside Line eingesetzt wurde

Zunächst hatte die Deeside Railway Company geplant, die Scottish Central Railway (SCR) mit dem Betrieb ihrer Strecke zu beauftragen, beschaffte dann aber eigene Lokomotiven bei Hawthorn. Der Betrieb durch die SCR blieb daher eine kurze Episode. Im Februar und im August 1854 lieferte Hawthorn zwei Tenderlokomotiven der Achsfolge B1’, die die Betriebsnummern 1 und 2 erhielten und sich gut bewährten. Die Lokomotive Nr. 2 blieb 29 Jahre im Dienst. Im gleichen Jahr folgte eine weitere Tenderlokomotive dieser Achsfolge, jedoch vom Hersteller Isaac Dodds and Son aus Rotherham. Die von Dodds verwendete Steuerung erwies sich jedoch als Fehlkonstruktion und die Lokomotive erbrachte bis zu ihrer Ausmusterung 1868 nur geringe Leistungen und eine bereits erfolgte Bestellung eines weiteren Exemplars wurde storniert. Die Deeside Railway bestellte daher in den Folgejahren weitere Lokomotiven bei Hawthorn. Die Achsfolge B1’ wurde beibehalten, die 1857, 1859 und 1860 für die Verlängerung bis Aboyne gelieferten Lokomotiven wurden jedoch als Schlepptenderlokomotiven ausgeführt. 1864 konnte die Deeside eine Lokomotive des gleichen Typs gebraucht von der GNSR erwerben, die diese zusammen mit der Banff, Portsoy & Strathisla Railway 1863 übernommen hatte. 1866 folgte eine letzte Lokomotive dieser Achsfolge in etwas größerer Ausführung, die für die Beförderung des Royal Train auch einen deutlich größeren Tender erhielt. Als Farbgebung verwendete die Deeside Railway ein leuchtendes Blau mit schwarzen Absetzstreifen. Lokomotive Nr. 2 erhielt für einige Zeit für die Bespannung der Messenger trains und des Royal Train eine Farbgebung im Royal Stewart Tartan.
Die Lokomotive Nr. 1 wurde bereits 1866 ausgemustert, die übrigen Hawthorn-Maschinen wurden noch von der GNSR übernommen. Sie erhielten neue Nummern und schrittweise die Farbgebung der GNSR. In den Jahren 1875 bis 1883 gingen sie außer Dienst.
Zu den Wagen der Deeside Railway ist nicht mehr viel bekannt. Sie waren von der Firma Brown Marshall & Company in Birmingham hergestellt worden, es handelte sich um zweiachsige Abteilwagen. Wie die Lokomotiven waren sie leuchtend blau lackiert. Während die Wagen der ersten Klasse komplett geschlossen mit Fenstern ausgestattet waren und gepolsterte Sitze erhielten, besaßen die Wagen der dritten Klasse im Innenraum oberhalb der Sitze keine Abgrenzung zwischen den Abteilen. Heizungen oder Öfen waren nicht vorhanden. Güterwagen fehlten zu Beginn des Betriebs und die Gesellschaft ließ sehr bald in ihren eigenen Werkstätten in Banchory eine ausreichende Stückzahl an offenen und geschlossenen Wagen bauen.

### Fahrzeugeinsatz der GNSR
Der Fahrzeugpark der Deeside Railway war zum Zeitpunkt der Übernahme des Betriebs durch die GNSR bereits ziemlich abgenutzt. Die GNSR ersetzte die Lokomotiven daher relativ bald durch eigene Maschinen. Von den Anfangsjahren abgesehen, in denen bis 1860 die Achsfolge 1’B dominierte, beschaffte die GNSR während ihrer gesamten Existenz fast ausschließlich Schlepptenderlokomotiven der Achsfolge 2’B, Hersteller waren vor allem Neilson & Company, Kitson & Company und Robert Stephenson & Company. Von den verschiedenen Baureihen der GNSR mit dieser Achsfolge kamen zunächst die Reihen L und C auf der Deeside Line zum Einsatz, später auch die Reihen T und V. Ab 1903 baute die GNSR in ihren neuen Werkstätten in Inverurie selbst einzelne Lokomotiven, darunter 1921 zwei Exemplare der Reihe F, die die letzten von der GNSR in Betrieb genommenen Lokomotiven waren. Diese Reihe, von der 1920 bereits sechs Exemplare durch die North British Locomotive Company gebaut worden waren, wurde durch die GNSR und in ihrer Nachfolge der LNER über viele Jahre bis Anfang der 1950er Jahre auf der Deeside Line eingesetzt. Ältere Exemplare wurden oft umfassend umgebaut und modernisiert. Zu den wenigen Ausnahmen der ansonsten einheitlichen 2’B-Flotte gehörten neun Tenderlokomotiven der Achsfolge C, die 1884 von Kitson & Co. geliefert wurden und, obwohl eigentlich für Rangierdienste beschafft, oft die Vorortzüge zwischen Aberdeen und Culter bespannten. 1893 lieferte Neilson & Co. zudem neun Tenderlokomotiven der GNSR-Klasse R mit der Achsfolge B2’, die vorrangig auf der Deeside Line eingesetzt wurden. Sie bespannten die Vorortzüge bis zu deren Einstellung 1937 und wurden dann ausgemustert. Die GNSR lackierte ihre Lokomotiven bis 1917 in einem hellen Grün mit Absetzstreifen in gelb und rot, lediglich die Rauchkammer war schwarz. Ab 1917 wurde eine einfachere, schwarze Farbgebung verwendet.
Weitere Tenderlokomotiven der GNSR hatten die Achsfolgen B und B’1. Sie wurden primär für den umfangreichen Rangierbetrieb in Aberdeen beschafft und kamen selten auf die Deeside Line. Ein 1905 durchgeführter Versuch mit zwei Dampftriebwagen von Andrew Barclay Sons & Co. aus Kilmarnock, die unter anderem im Vorortbetrieb nach Culter erprobt wurden, scheiterte. Die Fahrzeuge erwiesen sich als nicht tauglich und wurden nach einigen Jahren in Personenwagen umgebaut.
Die GNSR übernahm mit der Deeside Railway auch ihren Wagenpark. Bis Ende der 1890er Jahre blieb es beim Einsatz kleiner zweiachsiger Abteilwagen im Personenverkehr, die früheren Bauarten der Deeside Railway wurden allmählich durch neuere Wagen ähnlicher Bauart der GNSR ersetzt. In den 1880er Jahren führte die GNSR erstmals dreiachsige größere Wagen ein, 1898 gefolgt vom erstmaligen Einsatz vierachsiger Drehgestellwagen. Diese kamen vorerst nur im „Deeside Express“ zum Einsatz. Nach 1906 ersetzte die GNSR schrittweise die älteren zwei- und dreiachsigen Wagen durch neue vierachsige Fahrzeuge. Ein 1898 beschaffter Salonwagen diente nach Umbau ab 1902 in den von der GNSR organisierten Royal Trains. Bereits 1891 führte die GNSR die mit Druckluft funktionierende Westinghouse-Bremse ein, abweichend von der ansonsten im britischen Eisenbahnnetz vorherrschenden Saugluftbremse. Bis Mitte der 1890er Jahre waren die Personenwagen der GNSR in einem hellen Braun lackiert, ab da verwendete die GNSR eine zweifarbige Lackierung mit einem cremefarbenen Fensterband und purpurroten Seitenwänden.

### Fahrzeugeinsatz der LNER
Die London and North Eastern Railway (LNER) übernahm mit der GNSR insgesamt 122 Lokomotiven. Am Einsatzgebiet der Lokomotiven änderte sich über die Jahre wenig. Viele ehemalige GNSR-Lokomotiven blieben über 50 Jahre bis in die Zeit von British Railways im Einsatz, auch auf der Deeside Line. Farblich erhielten die früheren GNSR-Lokomotiven wie alle LNER-Lokomotiven zunächst wieder eine grüne Farbgebung, die jedoch ab 1928 auf Schnellzuglokomotiven beschränkt wurde. Die übrigen LNER-Baureihen erhielten wieder eine schwarze Lackierung, darunter auch alle auf der Deeside Railway eingesetzten Reihen. Zu Zeiten der LNER kamen lediglich zwei neue Baureihen auf der Deeside Railway zum Einsatz. Ab 1931 erhielt Aberdeen schrittweise bis zu 31 Exemplare der LNER-Klasse B12, einer kräftigen Schlepptenderlokomotive der Achsfolge 2’C, die ursprünglich von der Great Eastern Railway (GER) ab 1911 beschafft worden waren. Sie übernahmen bald auch Leistungen auf der Deeside Railway. 1946 erschienen die ersten Exemplare der LNER-Klasse B1 mit der gleichen Achsfolge, die seit 1942 nach einem Entwurf des LNER-Chefingenieurs Edward Thompson gebaut wurden, auf der Deeside Line. Sie waren die ersten neuen Lokomotiven seit über 25 Jahren. Allmählich verdrängten sie die älteren GNSR-Lokomotiven und wurden bis zur Umstellung auf Dieselbetrieb eingesetzt. Eine B1 bespannte am 30. Dezember 1966 mit dem Güterzug von Aberdeen nach Culter und zurück den letzten überhaupt auf der Deeside Line verkehrenden fahrplanmäßigen Zug.
Die LNER setzte in den Personenzügen weiterhin die von der GNSR übernommenen Wagen ein, schrittweise wurden diese durch ältere, aus dem Dienst auf den Hauptstrecken zurückgezogene Wagen der LNER und anderer Vorgängergesellschaften ersetzt.

### Fahrzeugeinsatz von British Railways

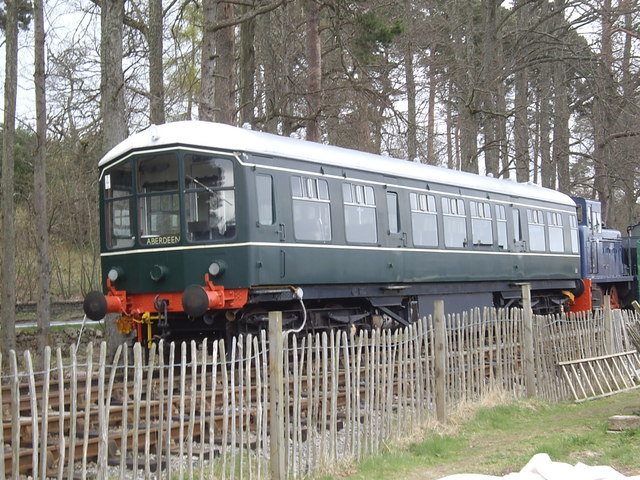
Eine Hälfte des ab 1958 eingesetzten Akkutriebwagens (BEMU), bei der Royal Deeside Railway als Personenwagen im Einsatz

British Railways setzte zunächst weiterhin vor allem die LNER-Klassen B1 und B12 ein, brachte aber in den 1950er Jahren auch weitere Baureihen zum Einsatz. Dazu zählten unter anderem die Tenderlokomotiven der BR-Standardklasse 4MT 2-6-4T, die in der zweiten Hälfte der 1950er Jahre die meisten Personenzüge bespannte. Im Güterverkehr kamen diverse ältere Baureihen zum Einsatz sowie die ehemalige LNER-Klasse J36 und die ehemalige LMS-Klasse 5 „Black Five“.
1958 beschaffte British Railways versuchsweise einen Akkumulatorentriebwagen (Battery Electric Multiple Unit, BEMU). Dazu hatten die BR-Werkstätten in Cowlairs einen 1956 von den Derby Works hergestellten zweiteiligen Dieseltriebwagen umgebaut und zwei Ladestationen in Aberdeen und Ballater installiert. Mit der Einführung des neuen Triebwagens wurde auch der Fahrplan ausgeweitet, zunächst übernahm der Akkutriebwagen drei zusätzliche Zugpaare. Die übrigen drei Zugpaare übernahmen Dieseltriebwagen, am 5. Juli 1958 verkehrte der letzte planmäßig mit einer Dampflokomotive bespannte Personenzug. Als Reserve kamen bei Ausfall des Akkutriebwagens ebenfalls Dieseltriebwagen des Depots Kittybrewster zum Einsatz. Positiv vermerkt wurden die Laufruhe und die geringe Geräuschentwicklung des Akkutriebwagens. Technisch bereitete das Fahrzeug jedoch wiederholt Probleme und nach einer Serie von Pannen bis hin zu kleineren Bränden wurde der Akkutriebwagen 1962 zunächst durch einen weiteren Dieseltriebwagen ersetzt. Das Fahrzeug wurde zunächst in Glasgow untergestellt, kam aber bis 1966 noch gelegentlich zum Einsatz auf der Deeside Line. In diesem Jahr wurde der Akkutriebwagen endgültig aus dem Planbetrieb genommen und in ein Testfahrzeug für automatischen Zugbetrieb des Railway Technical Centre von British Rail in Derby umgebaut. 1984 wurde der Triebwagen ausgemustert. Nach mehreren Stationen bei diversen Museumsbahnen ist das Fahrzeug seit 2001 zurück auf seiner Stammstrecke und wird auf dem wiederaufgebauten Abschnitt der Royal Deeside Railway als antriebsloser Beiwagen eingesetzt.
Im Güterverkehr kamen ab Ende der 1950er Jahre ebenfalls Dieseltriebfahrzeuge zum Einsatz, nur gelegentlich verkehrten noch Dampflokomotiven. Eingesetzt wurden vorwiegend dieselelektrische Lokomotiven des Typs North British Type 2, der späteren BR-Klasse 21. Sie übernahmen in den letzten Jahren auch die Bespannung des Royal Train, in der Regel in Doppeltraktion. Gelegentlich kamen auch Lokomotiven der English Electric Type 1, der späteren BR-Klasse 20, zum Einsatz.
Bis zur Umstellung auf Triebwagen kamen in den Personenzügen vorwiegend noch von der LNER übernommene Personenwagen zum Einsatz, teils auch bereits erste Exemplare der neuen BR-Einheitsserie vom Typ Mark 1.